# Condition féminine
Pour les articles homonymes, voir condition.

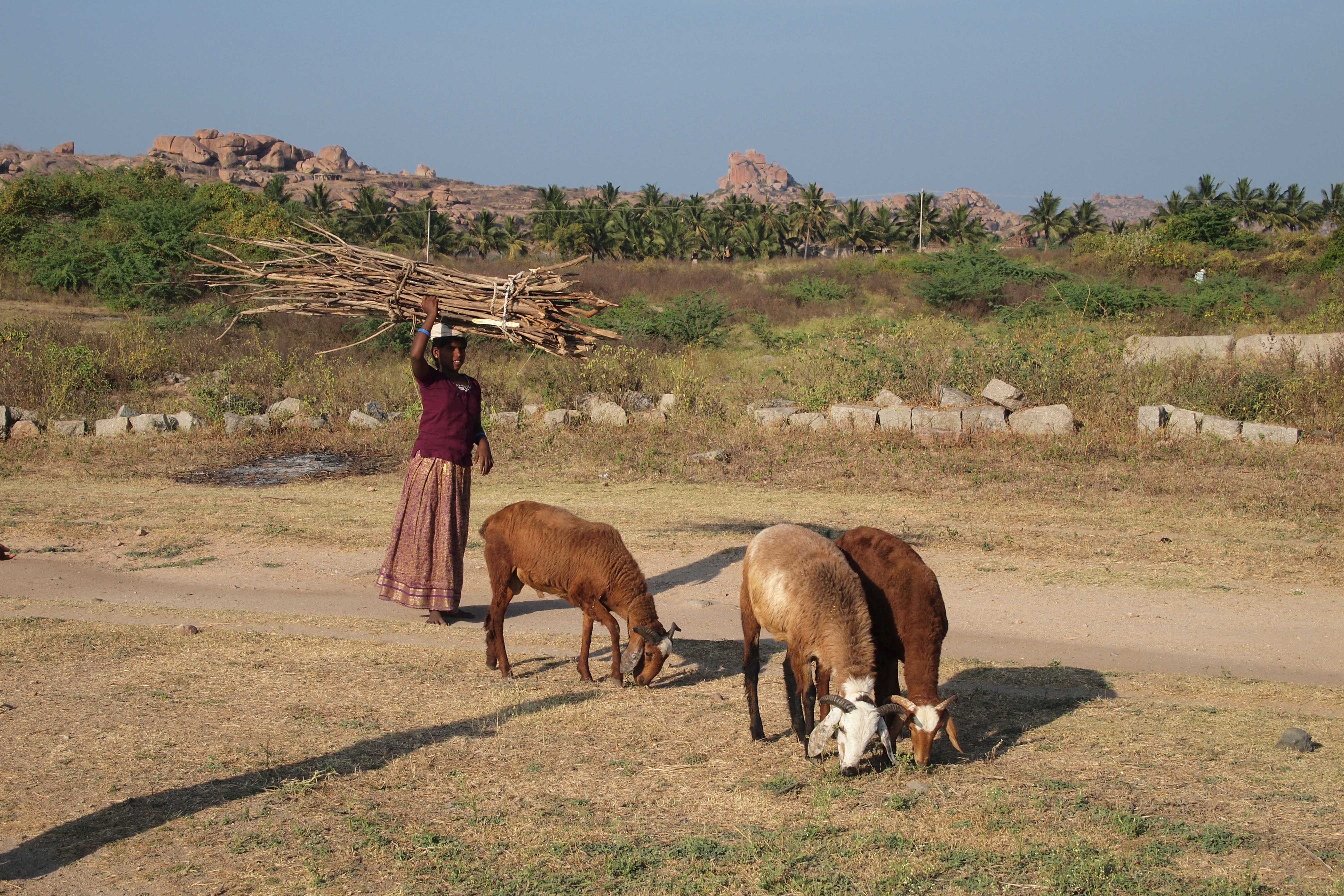
Paysanne dans le Karnataka, en Inde.

Du point de vue des sciences sociales, la condition féminine décrit la position des femmes dans l'organisation sociale. Ainsi, cet article traite des différences de traitement entre les femmes et les hommes dans la société.
Il existe également une description psychologique voire philosophique de ce qu'est la « condition féminine ». Elle s'intéresse aux relations entre la place des femmes dans la société (les valeurs et les exigences spécifiques que cette dernière impose - ou propose - aux femmes), et les éventuelles conséquences individuelles (formation du caractère, conséquences morales, traits psychologiques…).
Un éclairage fort sur la situation des femmes dans le monde est apporté par l'Organisation des Nations unies (ONU), à partir de 1977, avec la Journée internationale des droits des femmes (ou Journée internationale des femmes) ; elle a lieu le 8 mars chaque année et c'est l'occasion d'un bilan mais aussi de mettre en lumière des revendications. L'ONU avait précédemment créé une Commission de la condition de la femme et compte également une Entité des Nations unies pour l'égalité des sexes et l'autonomisation des femmes, dite ONU Femmes. Depuis 2011, une journée des filles a également lieu chaque année le 11 octobre.
Les femmes représentent environ la moitié des humains dans le monde. En 2015, le nombre d'hommes était légèrement supérieur à celui des femmes ; le sex-ratio femme-homme dépend aussi de l'âge considéré : dans des tranches d'âge jeunes, il y a plus d'hommes que de femmes, tandis que dans des tranches d'âge plus âgées, il y a davantage de femmes que d'hommes.

## Quelques définitions
Selon l'encyclopédie Larousse, dans l'introduction à l'entrée « Femme » : « la place qu'on lui accorde dans la société (la condition féminine), est révélatrice des mentalités et des modes de pouvoir ». L'expression « condition féminine » est donc équivalente à « place de la femme dans la société » ; l'analyse de ce qu'est cette place dans une société peut permettre d'en savoir plus sur la culture, les normes liées et les relations et modes de pouvoir dans la société en question. Selon les sociétés, dans le temps et dans l'espace, cette place peut varier.
La notion de « femme » peut recouvrir deux notions distinctes mais qui peuvent se recouper : le sexe et le genre. L'Organisation mondiale de la santé (OMS) explique ainsi les différences portées par les notions de « sexe » et de « genre » : « le mot "sexe" se réfère davantage aux caractéristiques biologiques et physiologiques qui différencient les hommes des femmes. Le mot "genre" sert à évoquer les rôles qui sont déterminés socialement, les comportements, les activités et les attributs qu'une société considère comme appropriés pour les hommes et les femmes ». L'OMS indique par ailleurs qu'entre les sociétés humaines, les aspects de « sexe » sont toujours proches, tandis que ceux liés au « genre » peuvent être très différents. La Mission de l'Organisation des Nations unies en République démocratique du Congo (MONUSCO) précise : « par « genre » on entend la construction socioculturelle des rôles masculins et féminins et des rapports entre les hommes et les femmes ».
Concernant globalement la place des femmes dans le monde contemporain, l'ONU Femmes souligne que « les femmes doivent pouvoir bénéficier du plein exercice de tous leurs droits humains dans l’égalité, et (…) être à l’abri de toutes les formes de discrimination. Pourtant, la discrimination contre les femmes persiste, directement et indirectement, dans beaucoup de domaines lois et politiques, normes et pratiques sociales, et stéréotypes liés au genre. L’égalité des sexes devant la loi ne signifie pas nécessairement que les femmes bénéficient de chances égales dans la pratique ».

## La condition des femmes dans le monde et l'ONU
La Commission de la condition de la femme (CSW, acronyme anglophone), créée peu après l'ONU et dont la première réunion a eu lieu en 1947, a mené différentes actions au niveau international et a également réalisé une évaluation mondiale de la condition des femmes afin d'avoir des données et une analyse permettant de servir de base à « l'élaboration des instruments relatifs aux droits fondamentaux ». Cette même commission a rédigé plusieurs conventions internationales relatives aux droits des femmes, dont la Convention sur les droits politiques de la femme (ratifiée en 1953), la Convention sur le consentement au mariage, l'âge minimum du mariage et l'enregistrement des mariages (ratifiée en 1962) et la Convention concernant l'égalité de rémunération entre la main-d'œuvre masculine et la main-d'œuvre féminine pour un travail de valeur égale (ratifiée en 1951) de l'Organisation internationale du travail (OIT). Elle a aussi préparé une convention juridiquement contraignante : la Convention sur l'élimination de toutes les formes de discrimination à l'égard des femmes (CEDEF), ratifiée en 1979.
1975 a été déclarée par l'ONU Année internationale des femmes, sur une proposition de la CSW, « afin d'attirer l'attention sur l'égalité des femmes et des hommes et sur la contribution des femmes au développement et à la paix » ; cette année-là a aussi eu lieu la première Conférence mondiale sur les femmes. La décennie 1976-1985 est déclarée Décennie des Nations unies pour la femme : égalité, développement et paix. Cette période a vu de nouvelles composantes de l'ONU être dédiées aux femmes : notamment le Fonds de développement des Nations unies pour la femme (UNIFEM) et l'Institut international de recherche et de formation pour la promotion de la femme (INSTRAW). Depuis 1987, la CSW a réorienté ses efforts vers « la promotion des questions relatives aux femmes en tant qu'élément transversal des problématiques dominantes, plutôt qu'en tant que problématique distincte » ; parallèlement à quoi elle a aidé à faire entrer le sujet des violences envers les femmes dans les débats internationaux. En 1993 est adoptée par l'Assemblée générale de l'ONU la Déclaration sur l’élimination de la violence contre les femmes ; l'année suivante, la Commission des droits de l'homme « a nommé un rapporteur spécial des Nations Unies sur la violence envers les femmes, ses causes et ses conséquences et lui a donné mandat d'enquêter et de faire rapport sur tous les aspects de la violence envers les femmes ».
En 1995, ce sont la Déclaration et le Programme d'action de Beijing qui sont adoptés — durant la Quatrième conférence mondiale sur les femmes —, après quoi a été notamment créé le Bureau de la Conseillère spéciale pour la parité des sexes et la promotion de la femme (OSAGI). ONU Femmes, actuel secrétariat de la Commission de la condition de la femme est issue du regroupement en 1994 des entités DAW, INSTRAW, OSAGI et UNIFEM. La Déclaration et le Programme d'action de Beijing sont considérés comme le « plan le plus progressiste au sujet de l’avancement des droits de la femme » ; pour son 25e anniversaire, après un bilan constatant que « dans l’ensemble, les progrès réalisés se situent bien en deçà de ce à quoi les États se sont engagés en 1995 », plus d'une centaine de pays ont annoncé qu'ils allaient engager des « mesures concrètes visant à promouvoir l’égalité des sexes pour les femmes et les filles partout dans le monde ». Le constat a également été fait que la pandémie de Covid-19 est à l'origine de conséquences importantes pour les femmes dans le monde.
Dans les huit Objectifs du millénaire pour le développement (OMD), adoptés en 2000 avec la Déclaration du millénaire de l'Organisation des Nations unies et censés être atteints en 2015, l'objectif 3 était de « promouvoir l'égalité des sexes et l'autonomisation des femmes » et l'objectif 5 était d'« Améliorer la santé maternelle » ; parmi les autres objectifs, plusieurs touchaient des aspects de la vie et l'éducation des femmes, ce qui favorisait l'amélioration des objectifs visés. Parmi les dix-sept Objectifs de développement durable déterminés par l'ONU et adoptés au sein de l'Agenda 2030 — adopté en 2015 —, l'Objectif de développement durable no 5 concerne l'Égalité entre les sexes ; l'Objectif 10 est de « Réduire les inégalités dans les pays et d’un pays à l’autre », ce qui concerne aussi les femmes.
En 2018, le Fonds des Nations unies pour la population (Unfpa) indique qu'« aujourd’hui, il est communément admis qu’améliorer la situation des femmes et faire progresser leurs droits ne bénéficie pas uniquement aux femmes et aux filles, mais à l’ensemble de la société », ce qui inclut les garçons et les hommes. En février 2020, le secrétaire général des Nations unies, António Guterres, affirme : « Tout comme l’esclavage et le colonialisme étaient des tâches des siècles précédents, nous devrions tous avoir honte des inégalités dont sont victimes les femmes au XXIe siècle. Ce n’est pas seulement inacceptable, c’est stupide », dans un discours fait à la New School de New York ; il a également souligné que les hommes eux-mêmes ont aussi à y gagner et que, par ailleurs, ils peuvent bénéficier aussi du fait de s'émanciper du carcan très rigide des stéréotypes sur le genre masculin.
En 2021 se tient à Mexico le Forum Génération Égalité, rencontre mondiale organisée par ONU Femmes et coprésidé par le Mexique et la France, en lien avec la société civile qui l'a impulsé et en est le partenaire ; ce forum aurait dû avoir lieu en juillet 2020 mais avait lui-même été reporté — report en 2021 : du 29 au 31 mars à Mexico et du 30 juin au 2 juillet à Paris — en raison de la pandémie de Covid-19. Cette rencontre mondiale avait notamment pour objectif de faire un bilan du Programme d'action de Pékin (1995). Lors de l'ouverture du forum en 2021, le secrétaire général de l'ONU, António Guterres, a notamment expliqué dans son discours que la pandémie de Covid-19 a eu un impact fort sur les vies de millions de femmes, sur les droits des femmes et sur les inégalités femmes-hommes dans le monde, ; il a ainsi précisé que « dans de nombreux endroits, l'idée même d'égalité entre les genres a été attaquée. Les lois régressives sont de retour et les violences à l'égard des femmes augmentent ». Il a aussi avancé cinq grandes étapes pouvant mener à la création d'un monde plus égalitaire.

## Bref historique

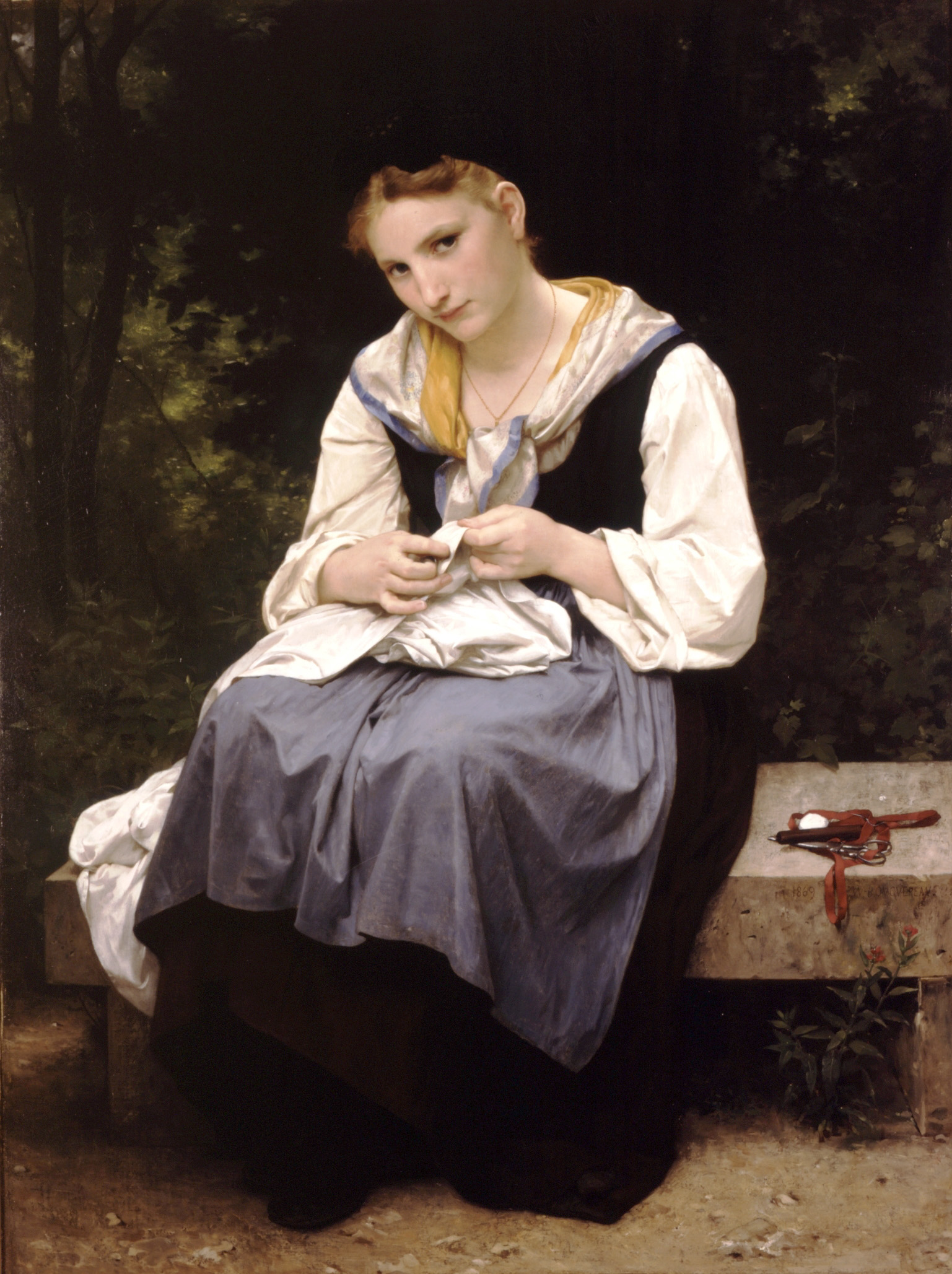
Exemple d'une partie de la condition féminine dans l'Europe du XIXe siècle : prévalence du travail domestique (Jeune ouvrière, peinture de William Bouguereau, 1869).

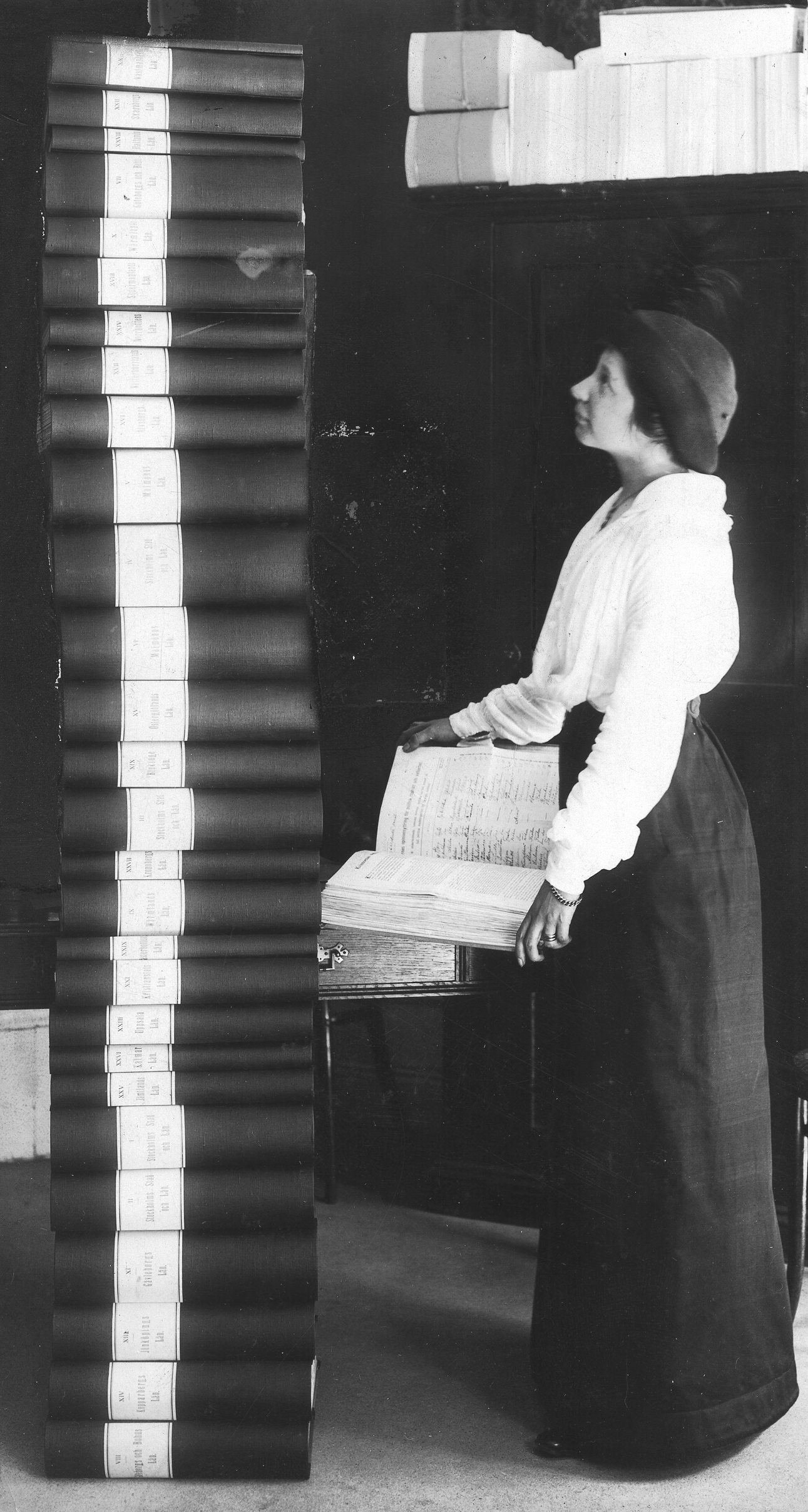
Elin Wägner en face des 351454 signatures collectées pour soutenir le droit de vote en Suède en 1914.

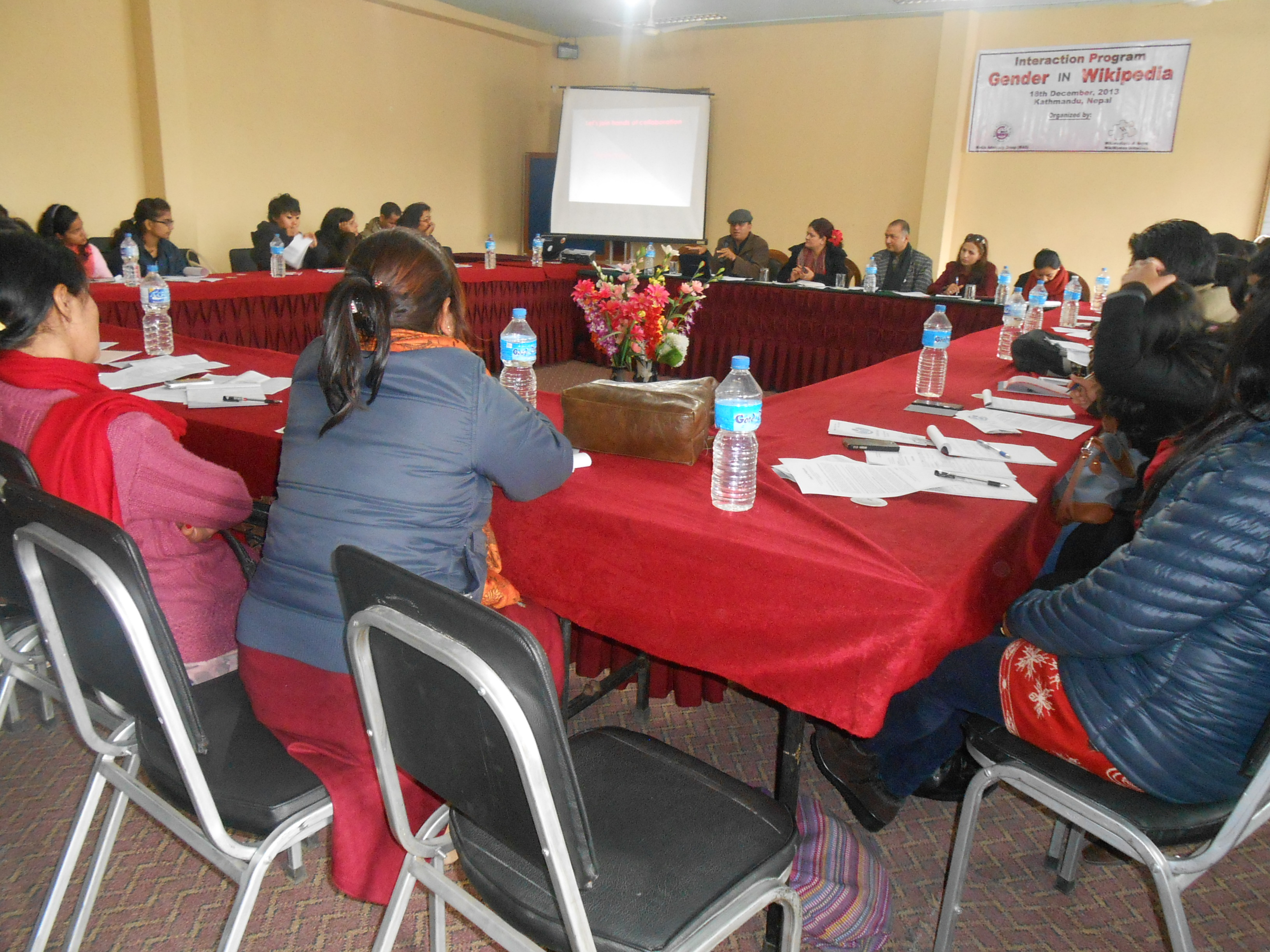
Place des femmes dans le travail numérique, réunion de travail Wikipédia à Katmandou au Népal, en 2013.

Dans le monde, au fil du temps et des contextes sociétaux, la condition des femmes a varié.
En Europe, le XIXe siècle voit une importante séparation entre une sphère publique qui est vue comme le domaine du masculin et une sphère privée vue comme le domaine du féminin. La société est dominée par les hommes ayant le plus de capital financier et culturel ; elle évolue progressivement entre le XIXe siècle et le XXIe siècle et les femmes y prennent progressivement davantage de place, obtenant notamment le droit de vote et accédant en nombre aux études supérieures, tout en connaissant des limitations d'accès quant aux postes à responsabilité.
Dans la société européenne, au XIXe siècle, la politique est essentiellement faite par les hommes, souvent ceux ayant suffisamment d'argent pour pouvoir voter (certains pays ayant au XIXe siècle des suffrages censitaires), dans le contexte d'une société où ceux-ci ont davantage de droits que les femmes, qui sont reléguées dans certains cas au statut de mineures et assujetties aux décisions de leurs pères ou maris et n'ont en général pas le droit de vote. Durant le XXe siècle, notamment à la suite de la Première Guerre mondiale et des revendications des suffragettes et de leurs soutiens, le droit de vote et celui d'être élues sont peu à peu accordés aux femmes, à des dates différentes selon les pays et avec des variations selon le type d'élections. Toutefois, malgré l'ouverture des postes élus aux femmes, celles-ci restent longtemps minoritaires, voire très minoritaires, par rapport aux hommes. Des lois sur la parité en politique voient le jour aux alentours des années 2000 ; des différences entre les proportions d'hommes et de femmes parmi les élus apparaissent selon les pays européens. L'historienne Anne-Marie Sohn note également le pouvoir qu'ont certains chefs religieux, par exemple dans l’Église anglicane, qui peuvent avoir un pouvoir temporel et religieux et sont en général des hommes.
Sur le plan économique, le XIXe siècle européen connaît d'abord un capitalisme familial, les entreprises étant en général dirigées par les hommes, secondés par leurs épouses ; dans certains pays, les droits successoraux favorisent les hommes au détriment des femmes et nombre de capitaines d'industrie sont des hommes issus de lignées. La deuxième industrialisation marque l'avènement des ingénieurs et chercheurs, la plupart masculins. La fin de ce siècle voit davantage de cadres issus de l'enseignement supérieur entrer dans les entreprises, mais les femmes sont, encore au début du XXe siècle, écartées des études scientifiques et ont donc peu de possibilités d'accès à ces postes. Dans le domaine de l'économie, les femmes sont longtemps exclues des bourses : par exemple, elles n'entrent dans celle de la France qu'à partir de 1967 et celle du Royaume-Uni qu'en 1974. Au fil du temps, les profils de formation et professionnels des dirigeants de grandes entreprises évoluent, mais une autre limitation à l'accès à ces postes relève longtemps du fait que les dirigeants sortent de filières d'études très prestigieuses, voire de cabinets ministériels, qui connaissent eux aussi peu de femmes. À la fin du XXe siècle, les dirigeants sont pour la plupart des investisseurs, ce qui ne rend pas les femmes plus présentes à ces postes ; Anne-Marie Sohn indique qu'« en 2016, plus de 95 % des grandes entreprises de l’Union européenne sont toujours présidées par des hommes ».
Par ailleurs, selon Anne-Marie Sohn, le XIXe siècle européen a vu le développement d'une idée particulière de la masculinité et de la virilité avec des aspects guerriers et militaires renforcés, ainsi qu'une importance accrue de la vision de l'homme au corps dur et maître de ses affects. Le siècle précédent avait connu la professionnalisation des armées et des soldats, ce qui avait éloigné les femmes du front de la guerre ; Anne-Marie Sohn souligne que « l'armée devient alors une communauté fondée sur le genre ». À la suite notamment de la Révolution française, la citoyenneté nouvelle est aussi mise en lien avec la défense de la patrie. Le service militaire devient la norme et même un rite de passage pour les hommes dans tous les pays d'Europe, sauf en Italie (unifiée dans les années 1860-1870) ; l'Angleterre, elle a une armée de métier. Ce siècle voit donc la construction des nations en Europe, mais aussi des guerres coloniales et des guerres d'indépendance dans le monde ; les hommes blancs occupent alors souvent des positions de domination et des caractéristiques féminines vues comme rabaissantes sont données aux hommes dominés, à moins que des caractéristiques liés à l'idée du « sauvage » soient liées à celle qu'il devrait être « dressé » ; les femmes autochtones sont souvent vues comme disponibles pour être des servantes voire des esclaves sexuelles. Anne-Marie Sohn indique que les deux guerres mondiales ont eu des conséquences sur la vision par les hommes de cette masculinité militaire, qui en ressort écornée du fait de son prix humain et de certaines hontes ressenties lorsque, malgré la promotion de ce modèle, le conflit s'est soldé par une défaite ; l'historienne ajoute que « la tonte des femmes symbolise ainsi la reconstruction d'une masculinité défaite en 1940 ».
Anne-Marie Sohn indique que l'évolution de la société européenne et celle de la place des femmes au sein de celle-ci s'accentuent après la Seconde Guerre mondiale, avec non plus des privilèges réservés aux hommes en ce qui concerne le droit de vote, l'accès à l'enseignement supérieur ou l'accès au monde du militaire, mais une plus grande mixité entre les genres, y compris dans les domaines éducatifs et la sphère du travail professionnel. En ce qui concerne le début du XXIe siècle, elle note qu'« hommes et femmes collaborent et se concurrencent à la fois », mais que les femmes restent encore en général éloignées des pouvoirs politique et économique.

## Indicateurs statistiques
Les statistiques démontrent que les femmes sont en général plus durement touchées que les hommes par les problèmes de développement.
Le PNUD (Programme des Nations unies pour le développement) mesure cela avec deux indices composites de développement humain (IDH) :
- l'ISDH : indice sexospécifique du développement humain[22].
  - il s'agit de l'IDH calculé séparément pour la population masculine et pour la population féminine, avec un facteur de correction pour représenter le fait que la durée de vie des femmes est naturellement plus élevée. La discrimination sexuelle est considérée comme extrême lorsque l'ISDH féminin est inférieur de vingt points à l'IDH. Avec ce calcul, les neuf pays où la discrimination sexuelle est la plus extrême sont : le Yémen (-58), l'Arabie saoudite (-35), Oman (-32), la Guinée-Bissau (-31), le Soudan (-29), la Syrie (-23), la Libye (-22), Belize (-21), l'Algérie (-20).
- l'IPF : indice de participation des femmes à la vie économique et politique jusqu'en 2010, remplacé par l'indice d'inégalité de genre (IIG)[23].

Il n'existe par construction pas de relation linéaire entre ces deux critères de développement. Bien que le premier puisse être élevé, le second peut être tout autant faible. C'est le cas du Japon ou de l'Italie pour lesquelles les indicateurs IDH et ISDH sont relativement élevés par rapport à d'autres pays (ils sont classés respectivement 9e et 12e pour le Japon et 21e pour l'Italie, d'après le rapport du programme de développement des Nations unies 2003), alors que leurs IPF sont faibles au vu de leurs IDH (classés respectivement 38e et 32e) (i.e. : faible participation des femmes dans le processus de décision économique)[réf. nécessaire].
Quant à la France, si son classement 2003 ISDH est meilleur que son classement IDH (15e et 16e), son classement IPF n'est pas établi, faute de données suffisantes[réf. nécessaire].
Le forum économique mondial, indiquant l’écart entre les genres, dans son rapport (Global Gender Gap Report) de 2007 place la Suède en première position (donc le plus petit écart), la France à la 51e position et le Yémen en dernière position. En 2019, il classe l'Islande comme « pays le plus égalitaire au monde » au regard de la parité femmes-hommes, directement suivie par la Norvège, la Finlande, la Suède et le Nicaragua ; il précise que pour le monde : « Au rythme actuel, l'écart entre les sexes dans les domaines de la politique, de l'économie, de la santé et de l'éducation ne se réduira pas avant 99,5 ans », contre 108 ans en 2018.

## Éducation

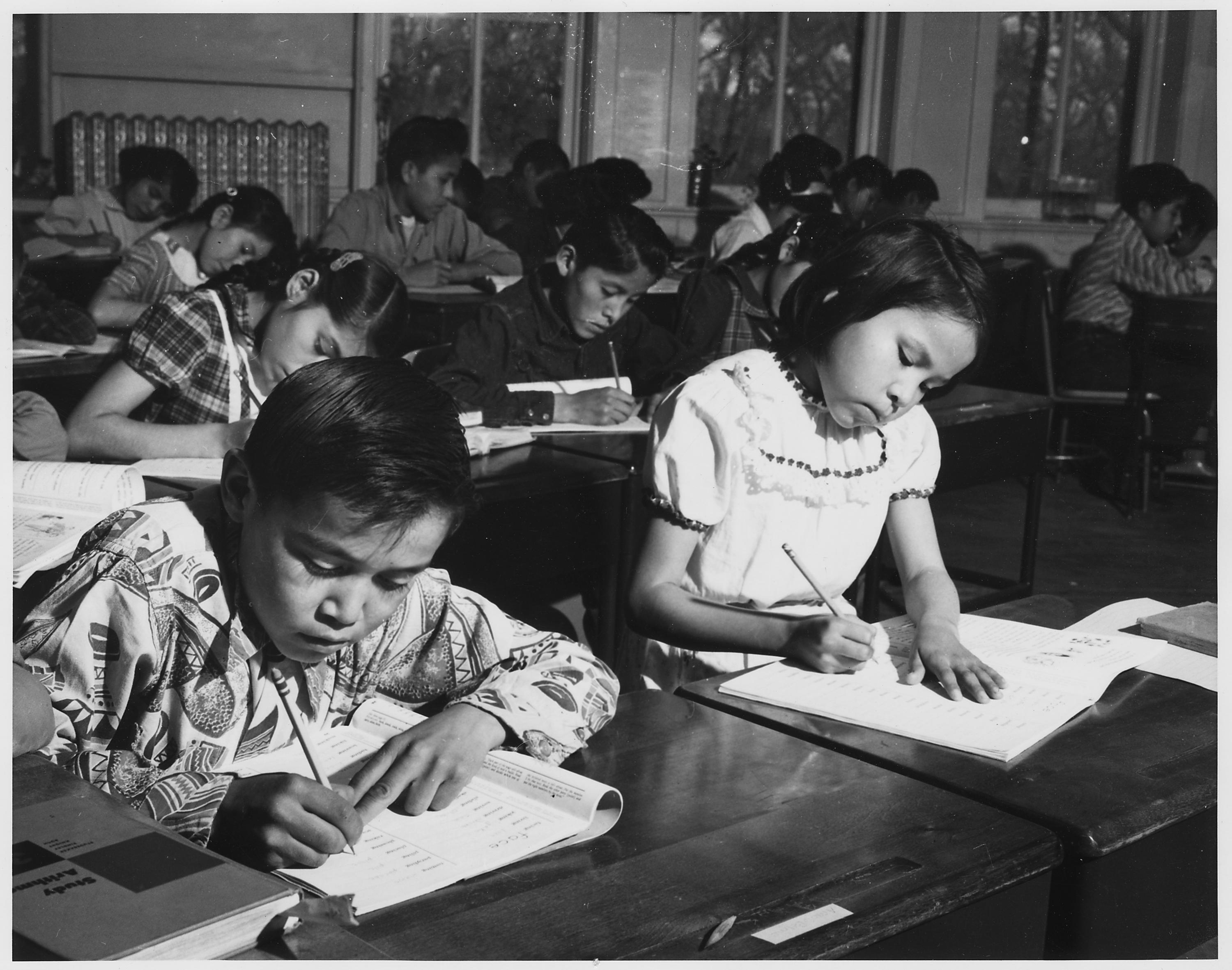
Élèves Navajos apprenant l'écriture à l'école (U.S. National Archives and Records Administration).

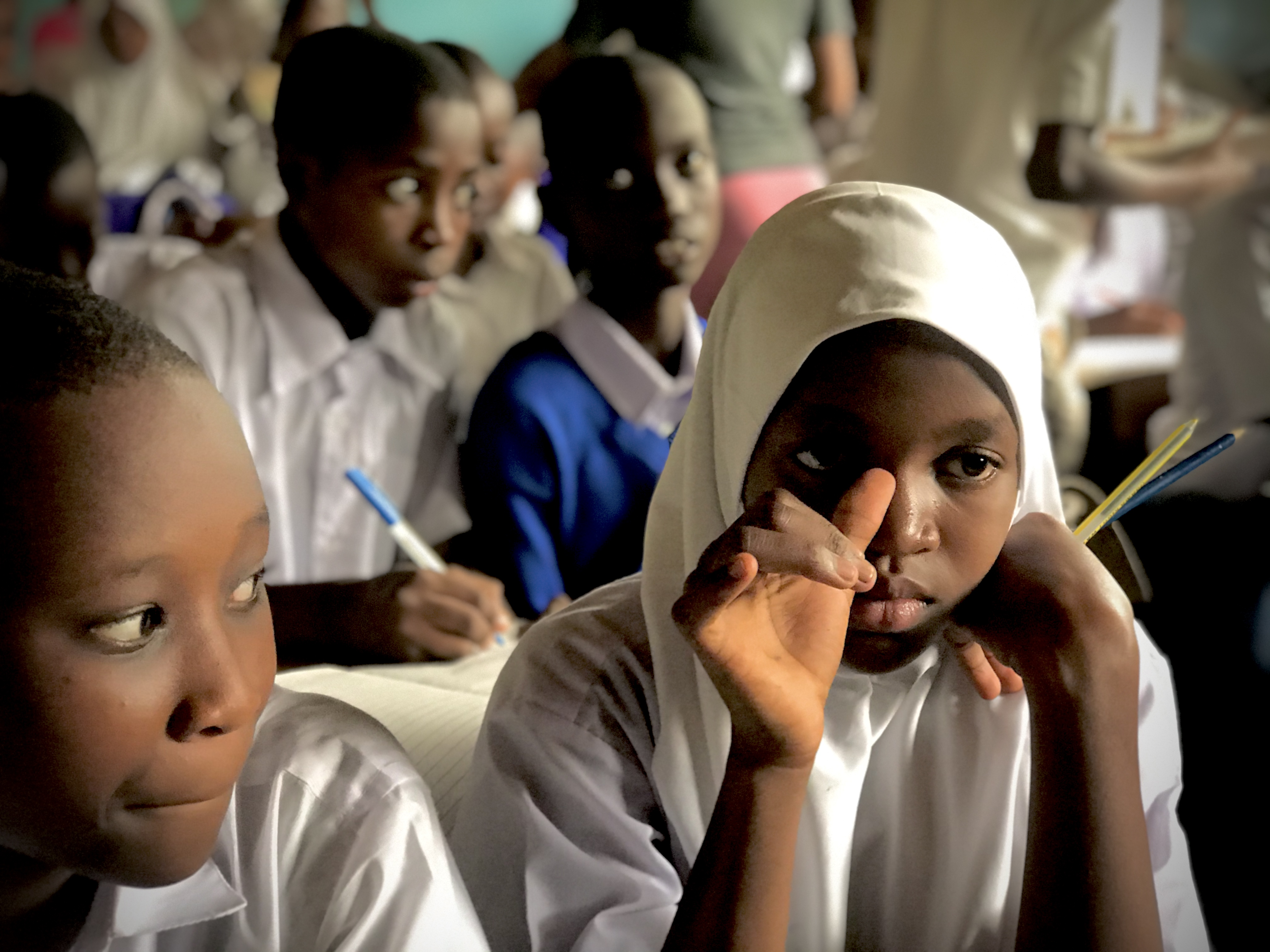
Classe d'école en Tanzanie, en 2022.

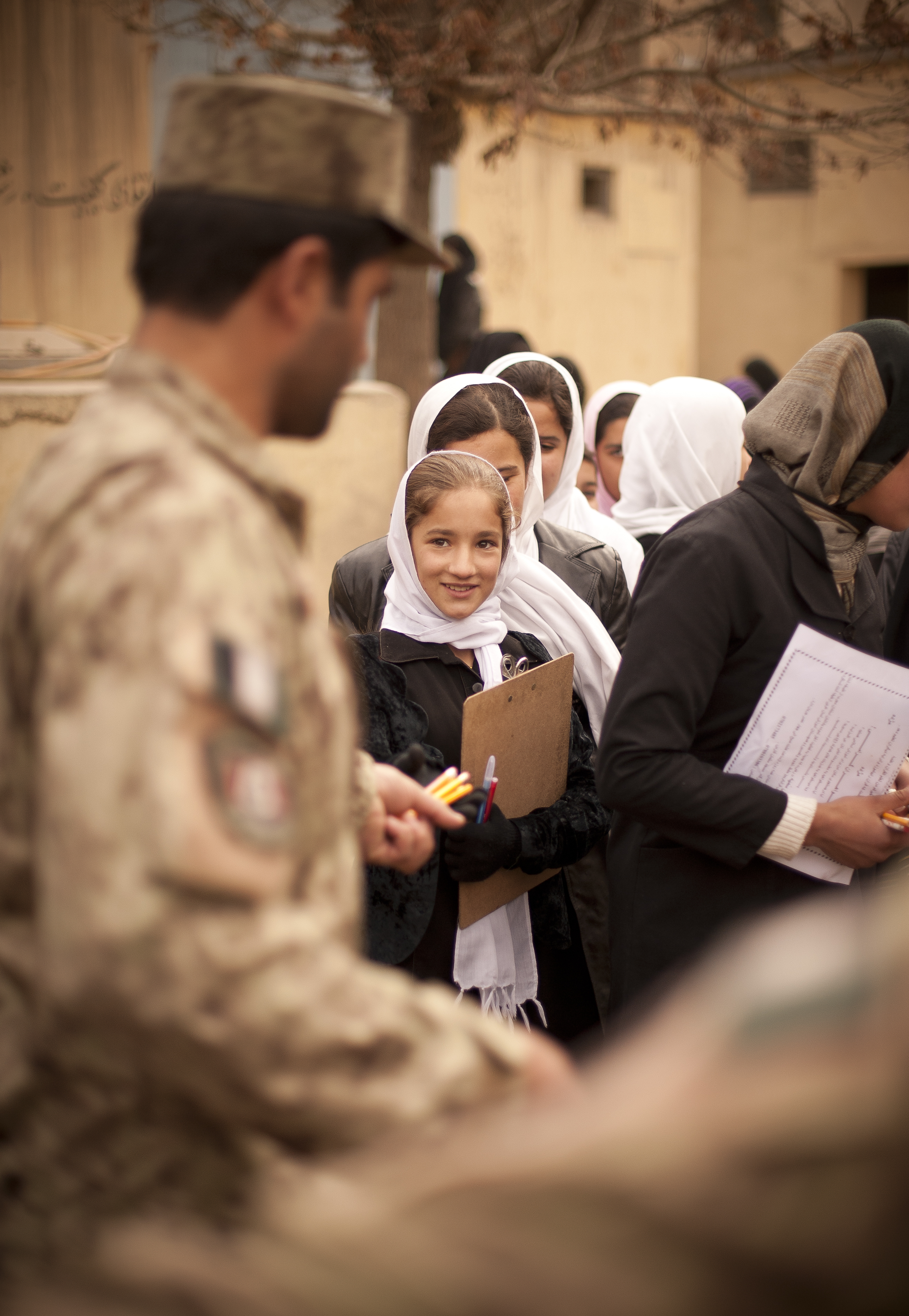
Sortie d'école en Afghanistan, à Kaboul, en 2010.

Depuis 1989, la Convention internationale des droits de l’enfant (CIDE) — entrée en vigueur le 2 septembre 1990 — indique notamment dans son article 28 que « Les Etats parties reconnaissent le droit de l'enfant à l'éducation, et en particulier, en vue d'assurer l'exercice de ce droit progressivement et sur la base de l'égalité des chances » — cette convention a été ratifiée par 195 États et elle est juridiquement contraignante.
De nombreux stéréotypes concernant l'éducation des jeunes filles sont restés les mêmes durant les dernières décennies et n'ont évolué qu'assez récemment quant au partage des tâches domestiques : plus de la moitié des filles de plus de onze ans y dédient quotidiennement au moins une heure alors que 30 % des garçons y consacrent moins d'une demi-heure par jour[réf. nécessaire].
À âge égal, il est généralement[réf. nécessaire] demandé davantage aux filles qu'aux garçons, et celles-ci se trouvent chargées de davantage de responsabilités au sein de la famille : menus services et travaux ménagers, courses ou préparations alimentaires, garde des frères et sœurs plus jeunes en l'absence de baby sitter (personnel presque exclusivement féminin) si les parents travaillent.
En Europe, elles réussissent globalement mieux à l'école et sont statistiquement plus performantes et plus diplômées. En 2006, 81 % des jeunes femmes européennes âgées de 20 à 24 ans ont un diplôme du second cycle de l’enseignement secondaire contre 75 % des jeunes hommes du même âge. Cela ne se traduit cependant pas dans la vie professionnelle où les proportions sont non seulement inversées mais largement amplifiées au détriment des femmes.
En Afrique, dans les milieux les plus pauvres, lorsqu'il n'est possible d'envoyer qu'un enfant à l'école, c'est le garçon qui est choisi. L'UNICEF estime à plusieurs millions le nombre de filles privées d'éducation et cantonnées à des tâches ménagères, au sein de leur propre famille ou à l'extérieur.
Selon l'UNICEF, en 2021, dans le monde : « Les filles sont toujours plus susceptibles que les garçons de ne jamais mettre un pied dans une classe, malgré les progrès spectaculaires qui ont été accomplis au cours des vingt dernières années ». Selon l'Institut de statistique de l'Unesco (ISU), en 2019 et à l'échelle du monde, 55,32 % des jeunes illettrés entre 15 et 24 ans sont des femmes, avec de grandes disparités de pourcentage selon les pays (parmi les personnes illettrées, certains pays comptent beaucoup moins de femmes que d'hommes, tandis que cela peut être l'inverse pour d'autres) — à noter que l'ISU n'a pas accès à des statistiques pour tous les pays. Sur la période allant de 2000 à 2018, les statistiques établies par l'ISU font apparaître une diminution du nombre d'enfants non-scolarisés dans le monde, filles et garçons inclus ; concernant les filles, pour l'âge du primaire, leur nombre passe de 57,4 millions en 2000 à 32,3 millions en 2018 ; pour l'âge du premier cycle du secondaire, de 53,7 millions à 29,9 millions ; pour l'âge du second cycle du secondaire, de 92,4 millions à 67 millions ; il y a également une évolution dans le rapport filles/garçons sur cette période : si le nombre de filles non-scolarisées pour les âges des trois niveaux d'école était supérieur à celui des garçons pour chaque niveau en 2000, c'est l'inverse pour les âges correspondant au secondaire en 2018, mais le nombre de filles non-scolarisées en primaire reste supérieur à celui des garçons. Selon la même source, les chiffres globaux concernant la non-scolarisation des enfants, filles et garçons, dans le monde masquent des disparités régionales marquées — il est à noter que dans les pays où peu d'enfants vont à l'école, cela peut toucher les garçons et les filles —, et les inégalités de genre sont également marquées selon les régions du monde. L'USI note également qu'en l'état actuel des choses, parmi les enfants en âge d'aller à l'école primaire dans le monde, 9 millions de filles et 3 millions de garçons n'auront pas l'opportunité d'apprendre à lire et à écrire à l'école primaire. En Afrique sub-saharienne, qui compte une grande partie de ces enfants, ce sont 4 millions de filles et 2 millions de garçons — pour 32 millions d'enfants âgés de 6 à 11 ans non-scolarisés dans cette région, dont une partie ira à l'école plus tard mais pas tous. Concernant l'Afrique du Nord et l'Asie de l'Ouest, également fortement marquées par le nombre d'enfants non-scolarisés, l'USI note qu'une fille non-scolarisée sur trois ne recevra jamais d'éducation formalisée, contre un garçon sur 25, ce qui fait près d'un million de filles concernées et 100 000 garçons. L'USI note que la connaissance de ces chiffres permet aux décideurs politiques des régions et pays concernés de mieux concevoir et ajuster les politiques pour renforcer notamment les possibilités d'accès à l'école, notamment l'accès à un plus jeune âge et l'accès de celles et ceux qui sont autrement susceptibles de ne jamais entrer dans une école, cette dernière situation résultant souvent d'un cercle vicieux lié au manque d'accès à l'éducation et à la pauvreté.

## Participation des femmes à la vie politique

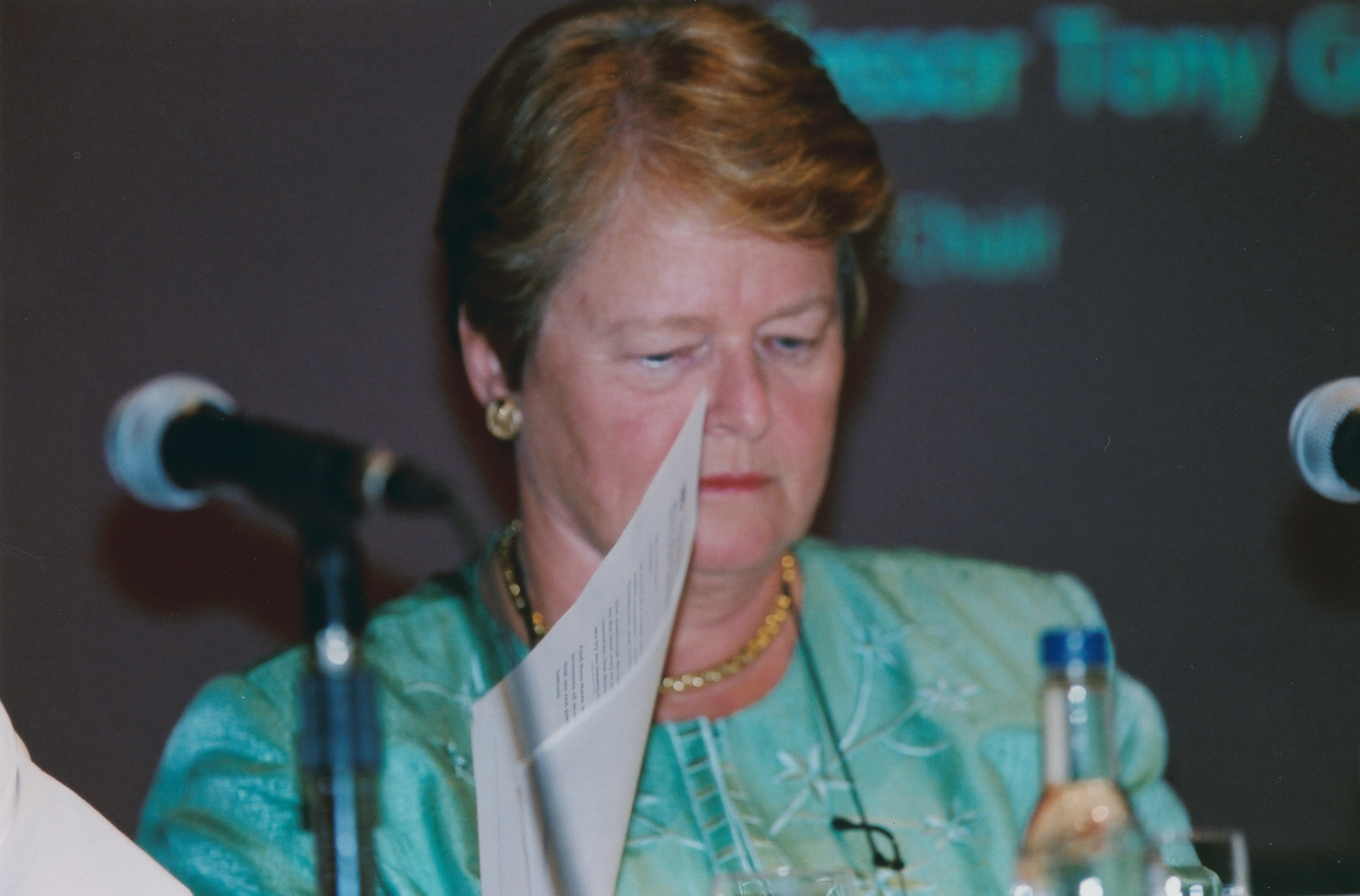
Gro Harlem Brundtland, présidente de l'Organisation mondiale de la Santé et femme d’État norvégienne, auteure du rapport qui pose la définition du développement durable.

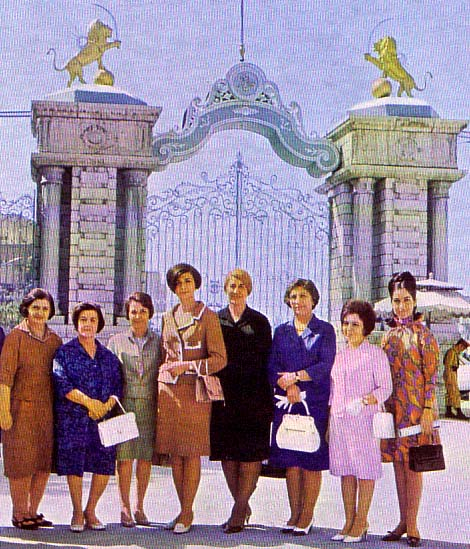
Parlementaires d'Iran devant la porte du Parlement dans les années 1970 (Majlis Shoraye Melli).

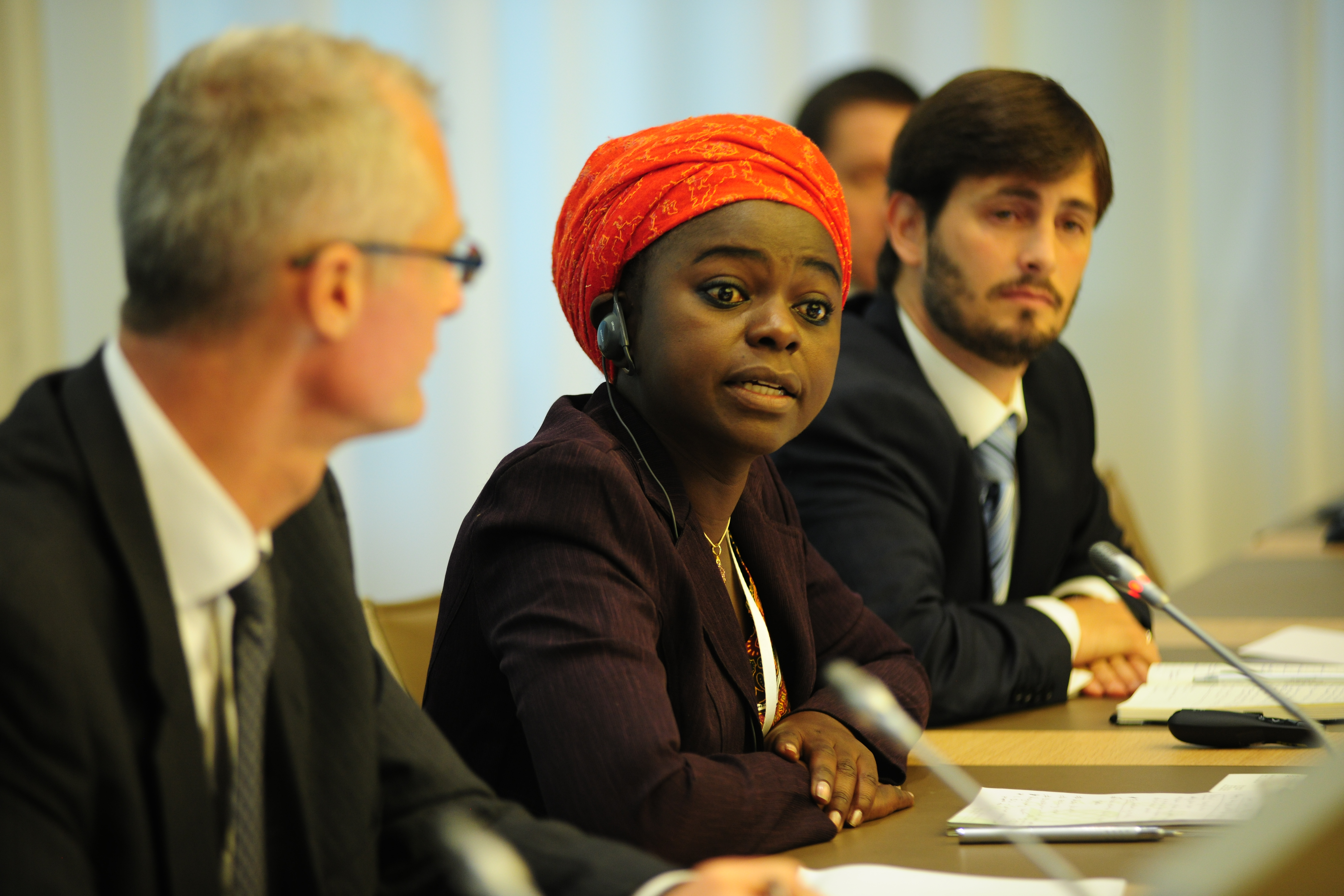
Evelyn Nguleka, présidente du World Farmers’ Organisation (WFO) et du Zambian National Farmers Union (2015).

En 1952, la Convention sur les droits politiques de la femme est adoptée par l'Organisation des Nations unies (ONU). La Convention sur l'élimination de toutes les formes de discrimination à l'égard des femmes indique dans son article 7 : « Les États parties prennent toutes les mesures appropriées pour éliminer la discrimination à l’égard des femmes dans la vie politique et publique du pays et, en particulier, leur assurent, dans des conditions d’égalité avec les hommes, le droit : a) De voter à toutes les élections et dans tous les référendums publics et être éligibles à tous les organismes publiquement élus ; b) De prendre part à l’élaboration de la politique de l’État et à son exécution, occuper des emplois publics et exercer toutes les fonctions publiques à tous les échelons du gouvernement ; c) De participer aux organisations et associations non gouvernementales s’occupant de la vie publique et politique du pays ».
Ces dernières décennies, dans le monde, la part des femmes dans les fonctions politiques a progressé ; cependant, elles ne sont par exemple que 23 % à siéger dans les parlements nationaux, et elles occupent plus de 30 % des sièges dans au moins une chambre du Parlement national dans 46 pays.
Fin 2010, sur 194 pays membres de l'ONU, seulement 17 comportent une femme en tant que chef d’État ou chef du gouvernement. Au 15 janvier 2021, 10 pays ont pour chef d’État une femme et 13 pays ont une femme cheffe de gouvernement ; 119 pays n'ont jamais été dirigés par une femme. Parmi les ministres de gouvernement, dans le monde, 21 % seulement sont des femmes ; 14 pays ont 50 % (ou plus) de femmes dans leurs cabinets ministériels. Les femmes ministres obtiennent le plus souvent des portefeuilles de : « Famille/enfants/jeunes/personnes âgées/en situation de handicap ; suivis par les affaires sociales ; l’environnement/les ressources naturelles/l’énergie ; l’emploi/le travail/la formation professionnelle, et la condition féminine/l’égalité des sexes », selon l'ONU Femmes.
Il y a eu une évolution de leur nombre parmi les parlementaires nationaux dans le monde : de 11 % de ceux-ci en 1995, elles sont passées à 25 % en 2021. En 2021, dans les chambres basses ou uniques du Parlement, seuls 4 pays présentent 50 % de femmes ou plus : le Rwanda (61 % de femmes), Cuba (53 % de femmes), la Bolivie (53 % de femmes) et les Émirats arabes unis (50 %). Pour les pays comptant entre 40 et 50 % de femmes dans ces institutions se trouvent 9 pays d'Europe, 5 d'Amérique latine et Caraïbes, 4 d'Afrique et un dans le Pacifique. L'instauration de quotas en fonction du sexe « (ont ouvert) la voie à la participation politique des femmes dans les parlements nationaux ». En parallèle, 27 États ne comptent que 10 % ou moins de femmes parmi ce type de parlementaires, et 4 ne comportent que des hommes. Les régions du monde où les femmes sont les plus présentes parmi les parlementaires sont l'Amérique latine et les Caraïbes, l'Europe, et l'Amérique du Nord.
Dans 133 pays du monde, on trouve une moyenne de 36 % de femmes parmi les membres élus dans les instances de décision locales (dans les administrations locales). Deux pays présentent une parité femmes-hommes de 50 %, et 18 autres pays ont entre 40 et 50 % de femmes parmi ces décideurs locaux. Les régions ayant les taux les plus proches de la parité à 50 % sont l'Asie centrale et l'Asie du Sud (41 % de femmes), l'Europe et l'Amérique du Nord (35 %), l'Océanie (32 %), l'Afrique subsaharienne (29 %).
L'ONU Femmes indique qu'« il est de plus en plus clair et établi que le leadership des femmes dans les processus décisionnaires politiques les améliore ».

## Droit

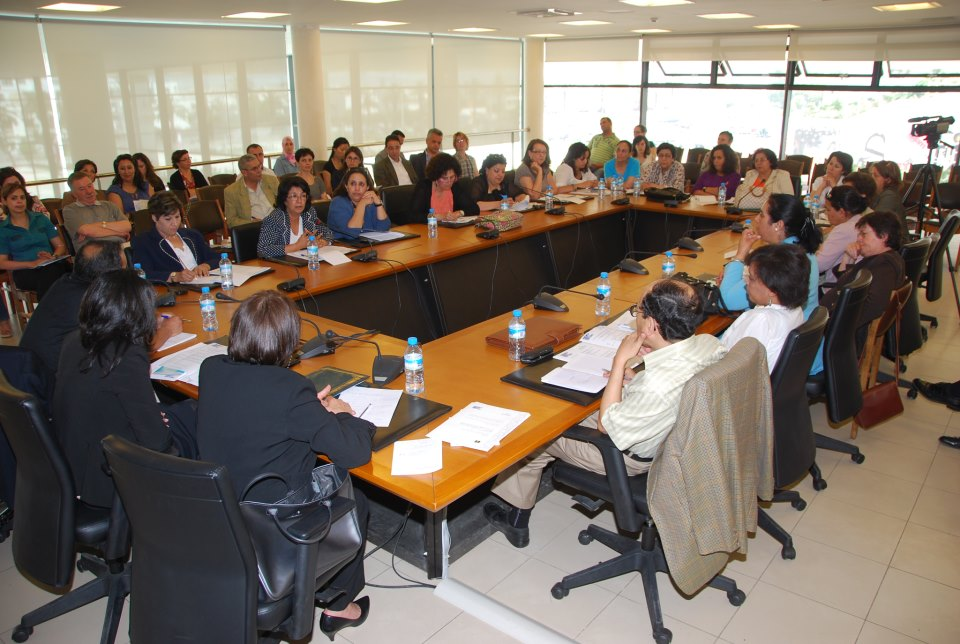
Conférence sur les droits des femmes au Maroc en 2012.

### Généralités

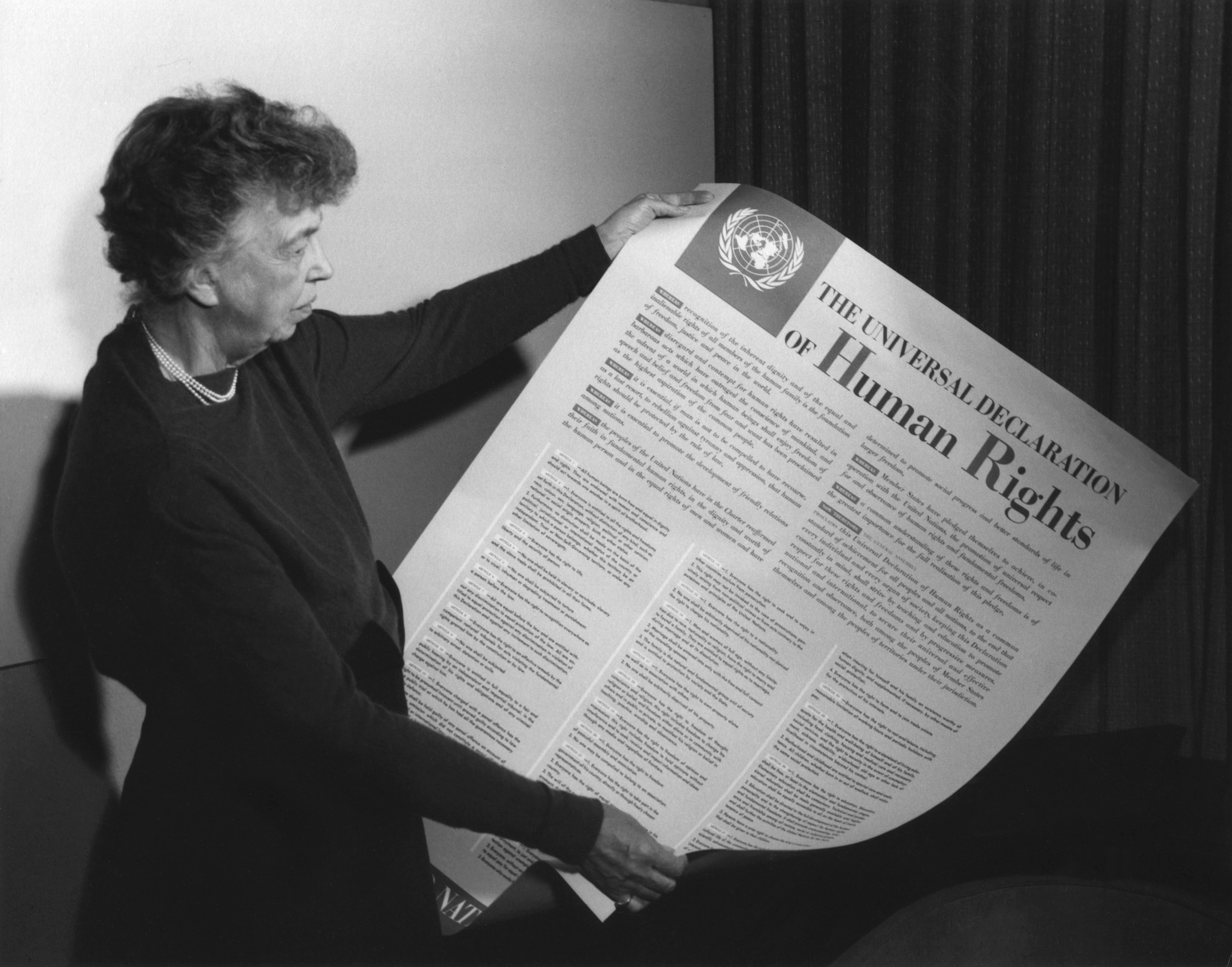
Eleanor Roosevelt tenant l'affiche de la Déclaration universelle des droits humains, en anglais, à Lake Success (New-York), en novembre 1949.

Dans beaucoup d’États dans le monde, la reconnaissance des droits civils et politiques des femmes n'est intervenue qu'à partir de la seconde moitié du XXe siècle. Auparavant circonscrites à l'espace domestique, elles ont pu s'émanciper et obtenir davantage de place dans la sphère publique. En 1945, est signée la Charte des Nations unies, qui comprend l'égalité des sexes. En 2014, selon l'Organisation des Nations unies (ONU), l'égalité entre femmes et hommes est garantie par la Constitution dans 143 pays sur 195.

### Droits politiques
Avant le XXe siècle, dans des situations particulières, quelques pays ou entités territoriales accordent aux femmes partiellement ou provisoirement le droit de vote (quelques exemples parsèment le XVIIIe siècle et le XIXe siècle) ; mais la plupart du temps et dans la plupart des lieux, les femmes n'ont pas le droit de voter. Au cours du XIXe siècle et au début du XXe siècle, les suffragettes, notamment anglaises, réclament le droit de vote pour les femmes. Ce combat deviendra par la suite également un symbole de la lutte pour l'égalité entre femmes et hommes. Le XXe siècle, notamment dans sa seconde moitié, a vu les femmes acquérir le droit de vote dans de nombreux pays, si bien qu'en 2010, tous les États de l'ONU sauf l'Arabie saoudite leur reconnaissent ce droit — l'Arabie Saoudite leur reconnaît le droit de vote et le droit d'éligibilité en 2015.

### En matière de nationalité
Lien juridique entre une personne et un État, la nationalité d'une personne est un concept né avec les États-nations. Le fait d'appartenir à une nation est distinct de ce qui se lie à la citoyenneté en termes de droits et d'obligations, certains ayant pu ou pouvant être mis en lien avec le sexe de la personne. Le droit de la nationalité, qui touche aussi au fait de pouvoir la transmettre (à son conjoint ou à ses enfants, par exemple), l'acquérir ou la conserver, qui favorisait plutôt les droits des hommes mais peu ceux des femmes mariées, a évolué pour devenir plus égalitaire entre femmes et hommes durant le XXe siècle, notamment en Europe. Les droits liés à la nationalité peuvent permettre de conserver ou avoir davantage de droits (politiques, professionnels, privés…) en lien avec le pays concerné, les personnes ayant aussi des obligations liées ; dans certains cas, certaines catégories de la population ont eu des droits limités par rapport à ceux qu'avaient d'autres catégories.
En 1957, l'Organisation des Nations unies (ONU) adopte une convention sur la nationalité des femmes mariées qui promeut l'égalité en droits entre femmes et hommes pour ce qui est de la conservation, le changement ou l'acquisition de la nationalité ; cette convention sera confortée par l'ONU en 1979 avec une convention contre toutes les formes de discrimination envers les femmes, en y ajoutant aussi l'égalité pour la transmission de la nationalité aux enfants. Certains pays annoncent toutefois avoir des réserves quant à cette seconde convention. Peu à peu, le fait de pouvoir avoir une double nationalité est accepté dans certains pays, et l'Europe a même depuis le traité de Maastricht (1992) une forme de citoyenneté européenne, plus large que celle liée à l’État-nation, donc.
En 2014, dans au moins 60 pays du monde, la législation prive les femmes du droit d'acquérir, changer, conserver leur nationalité ou transmettre leur nationalité à un conjoint étranger.

### En matière de discrimination sexuelle ou de genre
La discrimination fondée sur le sexe est illégale dans de nombreux pays. Même en cas d'égalité des sexes établie dans la loi ou la constitution, il reste souvent des coutumes conférant des « droits » ou des « privilèges » aux hommes ou aux femmes. Ces discriminations sont combattues par la Convention sur l'élimination de toutes les formes de discrimination à l'égard des femmes.
Les discriminations faites aux femmes sont combattues dans la législation française, soit directement par le biais du droit de la non-discrimination, soit par le biais de l'état de vulnérabilité, lié à l'état de grossesse, dès lors qu'il est apparent ou connu de son auteur.

### Autonomie corporelle
Le Fonds des Nations unies pour la population (Unfpa), définit l'autonomie corporelle comme « la possibilité de prendre ses propres décisions sur les questions de santé et de contraception, et le choix d’avoir ou non des relations sexuelles ». Un rapport de 2021 sur l'état de la population mondiale met en lumière le fait que, dans 57 pays en développement — les pays concernés étant des pays d'Afrique, d'Asie, d'Amérique latine et des Caraïbes — où des données ont pu être recueillies : seulement 55 % des femmes ont leur pleine autonomie corporelle, ; le fait de voir leur autonomie corporelle bafouée peut concerner toute personne, quelles que soient ses identités, y compris sexuelles ou de genre. L'observation de l'autonomie corporelle comporte notamment des éléments sur le pouvoir qu'ont les personnes de prendre une décision les concernant elles-mêmes ainsi que les lois, notamment celles défendant les droits et la santé sexuelle et reproductive ; d'autres obstacles à l'autonomie corporelle peuvent être légaux, économiques et sociaux. Le rapport établit ainsi que 20 pays et territoires ont des lois « qui permettent aux agresseurs d’échapper à la justice à la condition d’épouser leur victime »,, ceci limitant donc la notion d'autonomie corporelle pour une survivante d'un viol ; il indique aussi que « 43 pays n'ont pas de législation traitant de la question du viol conjugal »,. Par ailleurs, ce même rapport indique que « les obstacles les plus récurrents à l’autonomie corporelle proviennent de stéréotypes, de suppositions et d’idées reçues sur cette notion et sur les droits des femmes et des filles ». Cette autonomie corporelle est parfois d'autant plus mise en danger quand les personnes concernées sont en situation de handicap. Par ailleurs, des restrictions aux mouvements des femmes hors de leur domicile sont formalisées dans plus de 30 pays.
Selon l'Unfpa, « l'autonomie corporelle n’est pas seulement un droit, elle est le fondement même des autres droits humains ». Plusieurs États dans le monde ont pris l'engagement de protéger l'autonomie corporelle, dans différents accords internationaux ; cette autonomie est aussi un « fondement essentiel de l’éthique médicale internationale ».

### En matière d'orientation sexuelle
En 2014, dans au moins 77 pays du monde, les relations homosexuelles constituent aux yeux de la loi un crime ; cela augmente le risque pour les personnes d'être confrontées à de la violence envers elles, d'être victimes d'arrestations et de détentions arbitraires, de violation de leur droit à la vie privée et de leur droit à la non-discrimination.

### En matières de maîtrise de la fécondité, droits reproductifs et santé reproductive

#### Généralités
Au XXe siècle, de nombreuses femmes ont obtenu la possibilité d'accéder à des droits et des moyens leur permettant une maîtrise de leur fécondité, notamment grâce au droit à la contraception et au droit à l'interruption volontaire de grossesse (IVG) ; cependant, pour ce dernier notamment, des différences importantes existent entre pays du Nord et du Sud. La maîtrise de leur fécondité a aussi permis aux femmes de sortir des seuls statuts d'épouse et de mère, et d'avoir de meilleures possibilités de suivre une éducation plus longue et de travailler. Cette maîtrise de la fécondité est elle-même en corrélation avec l'éducation aussi bien des femmes que des hommes. Pour les femmes, les études plus longues apportent notamment deux éléments leur permettant aussi d'avoir plus de maîtrise de leur fécondité : cela peut retarder l'âge du mariage (et donc éviter à des adolescentes d'être mères très jeunes) et elles ont davantage la possibilité d'accéder à des informations concernant la contraception.
Dans le monde en 2010, plus de 350 000 femmes meurent encore de complications de santé liées à leur grossesse ou leur accouchement, essentiellement à cause de limitations et manques des systèmes de santé de certains pays (manque de matériel médical adapté, manque de personnel qualifié).

#### En matière de contraception
Au cours de l'histoire, des techniques et des moyens de contraception ont existé dans diverses civilisations et régions du globe ; le préservatif, décliné dans différents matériaux, est notamment un moyen de contraception ancien, qui a aussi été utilisé contre les maladies sexuellement transmissibles. Dans les années 1950, la pilule contraceptive est mise au point aux États-Unis ; toutefois, en 1958, le pape Pie XII condamne son emploi à des fins contraceptives ; cela n'empêchera pas les États-Unis de la commercialiser dès 1960. En France, l'accès à la pilule contraceptive devient légal le 28 décembre 1967. Au Canada, la légalisation de la pilule anticonceptionnelle a eu lieu en juin 1969, bien que celle-ci ait été commercialisée depuis mai 1960 à d'autres fins, notamment réguler les cycles menstruels. La « pilule du lendemain », elle, a été mise au point en 1999. Il existe aussi des moyens de contraception destinés aux hommes.
Selon les pays, différents obstacles à la contraception existent : droits, accès effectif ou non, représentations culturelles, âge de la personne et besoin d'un consentement officiel d'une autre personne.
Le taux d'utilisation des contraceptifs dans le monde a progressé entre 1990 et 2018, selon les statistiques de l'Organisation mondiale de la santé (OMS) : il a augmenté dans plusieurs régions (notamment en Asie et en Amérique latine), mais il est faible en Afrique subsaharienne. Parmi les femmes n'ayant pas accès aux méthodes modernes de contraception, le taux de grossesses non désirées est de 84 %. Concernant les adolescentes, il y a dans le monde 1 million de filles de moins de 15 ans qui accouchent, et 16 millions de filles et femmes entre 15 et 19 ans qui accouchent ; la plupart d'entre elles vivent dans des pays à faible revenu ou revenu intermédiaire. En 2014, les statistiques sanitaires mondiales indiquaient que la grossesse chez l'adolescente est l'un des principaux facteurs de mortalité de la mère et de l'enfant, en plus du fait d'être aussi une source d'augmentation de la mauvaise santé et de la pauvreté. Globalement, 76 000 décès de femmes en lien avec la grossesse et la maternité pourraient être évités dans le monde si l'accès à une contraception moderne était effectif pour toutes les femmes.
Depuis 2007, une journée mondiale de la contraception a lieu le 26 septembre ; elle a pour objectifs de limiter le nombre des grossesses non désirées et d'empêcher la transmission des maladies sexuellement transmissibles (MST) dont le VIH.

#### En matière d'avortement
L'avortement provoqué est pratiqué depuis très longtemps dans l'histoire de l'humanité. Les contextes politiques, sociaux et culturels ont pu faire varier la pratique de l'avortement et la manière dont il est considéré en fonction des époques et des lieux. Des polémiques existent entre les personnes qui sont en faveur de la possibilité d'avorter et celles qui la refusent. Les législations sur l'avortement sont diverses dans le monde. Selon les conditions et les façons de le réaliser, l'avortement peut faire courir des risques, y compris vitaux, aux femmes. Le droit à l'avortement sans conditions restrictives est vu comme un élément important permettant de faire diminuer les risques, en faisant intervenir des personnes compétentes, avec des techniques et des outils appropriés et dans un contexte sanitaire adapté. De plus, il permet le respect des droits des femmes, dont celui à la santé, et permet de maîtriser le nombre et l'espacement des enfants. Toutefois, parmi les tenants de l'interdiction de l'avortement, le droit à la vie de l'embryon est mis en avant.
Le premier pays au monde à légaliser l'avortement a été l'URSS, en 1955, suivi de près par les pays d'Europe de l'Est. Dans le monde en 2018, l'avortement sans conditions — lorsqu'il y a des conditions, cela peut être la limitation aux cas de viol, ou de danger pour la mère, par exemple, ou bien de malformation grave de l'enfant, ou alors il faut l'aval d'un ou deux médecins ou en prouvant une détresse économique — est autorisé dans 58 pays. Par ailleurs, certains pays autorisant l'avortement « sans conditions » donnent aux médecins un droit à « l'objection de conscience » s'ils ne veulent pas pratiquer un avortement, ce qui peut avoir des conséquences directes sur les possibilités d'accès ou non à l'avortement pour les femmes mêmes dans ces pays.
En 2018, au niveau mondial, l'accès au droit à l'avortement est très inégal : par exemple, l'avortement est autorisé à la demande de la femme et sous certaines conditions dans la majorité des pays d'Amérique du Nord et d'Europe, ainsi que dans les pays qui faisaient partie de l'URSS ; l'accès est la plupart du temps interdit, restrictif ou limité à certaines causes dans ceux d'Afrique et d'Amérique latine, selon un clivage Nord/Sud. En Asie, des pays tels que le Japon, la Chine, l'Inde, le Vietnam et le Cambodge autorisent l'avortement sans conditions ; en Océanie, c'est le cas pour des pays tels que l'Australie et la Nouvelle-Zélande. Dans les années 2010-2020, des débats existent toujours concernant le droit à l'avortement ; c'est par exemple le cas en Pologne. Dans ce même contexte, la légalisation de l'avortement a été décidée sous conditions au Chili en 2017, et sans conditions en Irlande, grâce à un référendum, en 2018. En Amérique latine, à la date du 30 décembre 2020, les pays et lieux autorisant l'interruption volontaire de grossesse (IVG) sans conditions sont : l'Argentine (depuis décembre 2020), Cuba, le Guyana, l'Uruguay, l’État mexicain d'Oaxaca et la ville de Mexico — et le département français de la Guyane. En Afrique, en 2018, quatre pays autorisent l'avortement sans condition : l'Afrique du Sud, le Cap-Vert, le Mozambique et la Tunisie.
Toutefois, qu'elle soit légale ou non, l'interruption de grossesse est pratiquée. Cela peut conduire les femmes concernées à développer des stratégies en vue de réduire les risques pour la vie et la santé, et/ou pour échapper à ceux liés à la pénalisation. Au vu de l'évolution des pratiques et des risques, avec plus souvent l'accès à un avortement médicamenteux — ce qui le rend moins dangereux pour la vie et la santé —, l'Organisation mondiale de la santé (OMS) a revu sa classification des types d'avortement : par le passé, tous les types étaient considérés risqués, de nos jours ils sont catégorisés comme « sans risque, à risque modéré ou à risque grave, (selon) la personne qui le pratique et (…) la méthode utilisée », indique en 2018 l'Institut national d'études démographiques français (INED). Selon les estimations des taux d'avortement dans le monde, les pays les moins développés présentent 49 % seulement d'avortements sécurisés, contre 88 % dans les pays les plus développés. L'Afrique est particulièrement marquée par l'insécurité en matière d'avortement, avec un accès légal restrictif, des taux d'avortement élevés (estimation de 34 pour 1000 femmes entre 15 et 44 ans), de nombreuses utilisations de méthodes invasives, et un nombre de décès dus à des avortements à risque le plus élevé au monde.
Par ailleurs, dans le monde, certains pays ont recouru à des avortements forcés dans des contextes notamment de politiques démographiques spécifiques ; cela a parfois été le cas dans les années 1970 dans le cadre de la politique de l'enfant unique en Chine.

### En matière de travail
Dans le monde, des inégalités hommes-femmes existent en matière d'accès au travail rémunéré. De plus, il existe 18 pays dans lesquels certains maris ont le droit d'interdire à leur épouse de travailler. Or, selon la Banque mondiale et le Fonds monétaire international (FMI), la réduction des inégalités hommes-femmes en général passe par plus de femmes sur le marché du travail rémunéré ; toutefois, ce point de vue est tempéré par certains chercheurs, qui soulignent que les femmes travaillent déjà beaucoup de façon non rémunérée, bien que celui-ci ne leur rapporte pas directement de l'argent mais soit essentiel pour tout le monde, y compris pour l'économie.
En lien avec les droits liés à la protection de la maternité, dans certains pays, les femmes ont droit à un congé de maternité payé ; en 2017, seuls deux pays — dont les États-Unis globalement, mais certains États fédérés en accordent — n'accordent pas d'indemnisation. La convention no 183 de l’Organisation internationale du travail (OIT) sur la protection de la maternité fait part notamment de recommandations concernant le congé maternité (durées, indemnisation…). Pour la durée du congé, en 2017, l'OIT recommande un minimum de 14 semaines, avec une préférence pour 18 semaines : au moins 98 pays respectent la durée minimale, au moins 42 pays vont au-delà des 18 semaines, mais 17 pays accordent moins de 12 semaines de congés. Dans la même convention, l'OIT indique, concernant l'indemnité payée du congé, que « les prestations en espèces doivent être établies à un niveau tel que la femme puisse subvenir à son entretien et à celui de son enfant dans de bonnes conditions de santé et selon un niveau de vie convenable » et recommande un montant égal à celui de la mère avant son départ en congé. En 2017, au moins 45 % des pays donnent au moins deux tiers de la rémunération antérieure au congé, tandis que plus de 50 % des pays donnent moins des deux tiers. En 2017, des pays comme la France, l'Espagne, l'Allemagne, la Russie et le Mali obligent à donner une indemnisation égale au salaire des trois mois précédent le congé ; en Amérique latine, 7 pays sur 34 donnent une rémunération à 100 % durant 14 semaines au moins. Concernant le financement de l'indemnité, l'OIT recommande qu'il soit fourni par « une assurance sociale obligatoire ou par prélèvement sur des fonds publics ou d’une manière déterminée par la législation et la pratique nationales » afin qu'il n'y ait pas de discrimination des femmes liée à cela sur le marché du travail. L'OIT recommande aussi un « droit de retour à l'emploi » pour permettre à la personne ayant eu un congé de maternité de pouvoir retrouver son poste ou un poste équivalent dans son organisation professionnelle, en évitant d'être discriminées ou licenciées ; seulement 44 % des pays le garantissaient en 2017. Selon les pays, et en partie pour harmoniser les rôles et le travail des pères et mères autour des enfants, les pères ont un congé de paternité ou un système de congé parental, parfois répartissable entre les deux parents.

### En matière de mariage
Concernant les droits des femmes en matière de mariage, les premiers accords internationaux ont été la Convention sur la nationalité de la femme mariée (ratifiée en 1957) et la Convention sur le consentement au mariage, l'âge minimum du mariage et l'enregistrement des mariages (ratifiée en 1962).
Dans le monde, en 2012, 158 pays ont un âge légal minimum de 18 ans pour le mariage sans consentement parental, et 146 le permettent avant cet âge s'il y a l'accord des parents. Quand la loi d'un pays comporte un âge légal minimum, il arrive que celle-ci ne soient pas respectée. Concernant les mariages de mineures, malgré une baisse de leur nombre, en 2021, environ 12 à 15 millions de filles de moins de 18 ans sont mariées chaque année. Cela a lieu en grand nombre en Afrique subsaharienne et en Asie du Sud, mais cela concerne également tous les pays du monde, malgré certaines réglementations ; par exemple, en France (où l'âge légal minimum est de 18 ans, sauf pour les enfants émancipés de l'autorité parentale qui le peuvent à partir de 16 ans), il y a en moyenne 70 000 mineures mariées de force chaque année ; aux États-Unis (où seulement la moitié des États a un âge minimum pour le mariage ; 25 États n'ont pas d'âge minimum, et d'autres le permettent à partir de 13 ou 14 ans), ce sont 248 000 enfants (filles et garçons) qui ont été mariés entre 2000 et 2010. Parmi les pays ayant récemment interdit le mariage d'enfants, se trouvent le Zimbabwe, le Malawi et El Salvador. En parallèle à la diminution mondiale, une augmentation du nombre de mariages de mineures est constatée dans des populations vivant dans des situations de pauvreté, de conflits, de problèmes humanitaires ou d'un manque d'accès à l'éducation. Les mariages de mineures peuvent les exposer à davantage de risques de violence ou de problèmes de santé (physique ou mentale), notamment en lien avec des grossesses de filles très jeunes,. Le journal français Le Figaro indique toutefois que « lorsque les associations se rendent dans les communautés et que « les jeunes filles apprennent que d'autres avant elles se sont mariées plus tard et ont étudié, elles comprennent qu'une autre réalité est possible », raconte Lakshmi Sundaram ». L'UNICEF estime à 25 millions le nombre de mariages d'enfants (concernant une fille et/ou un garçon) évités dans le monde ces dix dernières années.
En mai 2019, les couples de même sexe ont le droit de se marier ou de former une union civile dans 42 pays du monde.
En 2014, il y a au moins 29 pays dans le monde où la législation institue l'époux comme « chef de famille » ; ils ont alors le contrôle sur des aspects tels que le lieu de résidence de la famille, l'obtention de documents officiels, voire le droit de limiter les droits de l'épouse quant au fait de travailler ou ouvrir un compte en banque.

### En matière de droit successoral
Dans au moins 26 pays du monde, la législation concernant le droit successoral (héritage, succession…) institue des différences entre femmes et hommes.

### Répression des droits des femmes
Début 2021, à la suite de négociations annuelles, la Commission de la condition de la femme à l'ONU a émis un texte concernant notamment la condition des femmes, les violences envers les femmes et l'égalité des genres, mais aussi leur participation à la vie publique ; la Commission y indique aussi que « l’inégalité entre les sexes continue de se traduire par des déséquilibres de pouvoir entre les femmes et les hommes dans toutes les sphères de la société ». Toutefois, le texte a été commenté comme peu ambitieux par certaines délégations, tandis que d'autres ont indiqué qu'elles n'approuvaient pas certains libellés ou certaines dispositions. « Les tentatives systématiques de certaines délégations pour faire dérailler le processus et mettre en question des engagements et obligations internationaux en matière d’égalité des sexes […] montrent que la répression des droits des femmes se poursuit », indique l'ambassadeur allemand adjoint à l'ONU, Günter Sautter, selon le journal français Le Monde.

## Économie et inégalités
En France, les femmes acquièrent le droit de travailler, de détenir un compte en banque et donc de gérer leurs biens sans l'autorisation de leur mari avec la loi du 13 juillet 1965.

### Situation professionnelle des femmes dans le monde et droits à la retraite
Selon le rapport « Les femmes au travail : Tendances 2016 » de l'Organisation internationale du travail (OIT), qui se base sur des données issues de 178 pays, les inégalités entre hommes et femmes dans ce domaine demeurent ; ce rapport souligne également que bien que des progrès pour réduire les inégalités en matière d'éducation ont eu lieu durant les deux décennies précédentes. Mais cela ne s'est pas répercuté sur une semblable amélioration de leur vie professionnelle.
Dans le monde, les femmes consacrent plus de temps que les hommes au quotidien pour le travail rémunéré ou le travail non-rémunéré. De plus, dans les pays ou régions à l'économie développée, les femmes ayant une vie professionnelle (en tant que travailleuses indépendantes ou en tant que salariées) consacrent quotidiennement 8 h 09 à leur travail rémunéré et non rémunéré, tandis que les hommes lui consacrent 7 h 36, soit une différence de 33 minutes par jour. Concernant les pays en développement, ces durées sont de 9 h 20 pour les femmes et 8 h 07 pour les hommes, soit une différence entre eux de plus d'une heure. « La répartition inégale des tâches non rémunérées limite la capacité des femmes à allonger leur durée de travail rémunéré, formel et salarié. De ce fait, à travers le monde, les femmes, qui représentent 40 % de l'emploi total, forment 57 % de la main-d'œuvre employée à temps partiel », indique l'ONU. Des raisons de cette répartition inégale des charges, y compris dans les pays de l'OCDE, sont liées aux « cultures masculines dominantes et à l'insuffisance de politiques publiques (...) donnant les moyens de concilier vie familiale et carrière professionnelle », selon l'expert en géopolitique Jean-Christophe Victor.
En juin 2019, dans les postes de direction des entreprises aux plus hauts revenus dans le monde, seulement 7 % des 500 directeurs généraux sont des femmes.
La situation professionnelle des femmes a également des conséquences sur les pensions et les couvertures sociales auxquelles elles ont droit par la suite. Dans le monde, elles sont moins nombreuses que les hommes parmi les personnes en âge d'être à la retraite (âge variant selon les pays, de 60 à 65 ans ou plus) et percevant une pension ; parmi ces mêmes personnes, elles représentent aussi environ 65 % à n'avoir pas de pension fixe. « Ce qui veut dire que 200 millions de femmes âgées vivent sans revenu régulier assuré par une pension de retraite ou de réversion, contre 115 millions d'hommes ».

### Carrières
Les hommes sont avantagés dans le développement de leur carrière. Dans ce domaine, le mariage et la maternité sont pour les femmes des handicaps (notamment lorsqu'elles prennent un congé parental prolongé), alors que le fait d'être marié ou père de famille constitue pour l'homme un atout dans la carrière, notamment pour les cadres supérieurs,.

### Femmes et postes de direction
En 2010, les femmes forment 60 % des diplômés des universités européennes, mais elles ne composent qu'environ 30 % des effectifs dirigeants dans les entreprises de ce continent.
Dans le monde, en 2019, parmi les postes de direction, seuls 28 % étaient tenus par des femmes ; cela dans un contexte où celles-ci représentent environ 39 % de la main-d’œuvre mondiale. Entre 2000 et 2019, la proportion de femmes à des postes de direction au niveau mondial a augmenté de 3 %. Selon l'Organisation internationale du travail (OIT) en 2020 : « cela suggère que le plafond de verre est toujours bien présent, les hommes continuant à dominer les postes de décision tels que ceux de PDG, de hauts fonctionnaires et de législateurs, occupant près des trois quarts de ces professions ». Les quelques progrès faits jusque-là risquent de se trouver anéantis à cause de la crise liée à la pandémie de Covid-19.
En ce qui concerne les grandes entreprises, en Occident, dans les conseils d'administration, nous pouvons citer les exemples de quelques pays : le pourcentage de femmes a augmenté entre 2010 et 2016 : en France (de 12 % à 37 %), en Italie (de 5 % à 30 %), en Allemagne (de 13 % à 27 %), au Royaume-Uni (de 13 % à 27 %) et au Canada (de 12,9 % à 19,4 %). Pour ces mêmes postes, au Japon, ce pourcentage est passé de 0,9 % en 2010 à 3,4 % en 2016. La France a adopté en mai 2021 une loi obligeant les entreprises de plus de 1000 salariés à ce qu'il y ait parmi les dirigeants au moins 30 % de femmes à l'horizon 2027, et 40 % à l'horizon 2030.
En 2021, dans le monde, les femmes représentent 5 % des directeurs généraux d'entreprises, taux qui a augmenté par rapport aux années précédentes. Plusieurs facteurs sont en cause dans ce taux très bas, tels que des préjugés, le plafond de verre, des questions familiales et des obstacles psychologiques, dont le syndrome de l'imposteur.
Aux États-Unis, une étude a montré que pour les 500 entreprises prises en compte dans l'indice Standard and Poor's, le taux de femmes est de 6 % parmi les directeurs généraux. La présence de femmes dirigeantes d'entreprise s'accompagne également d'un plus grand nombre de femmes dans les conseils d'administration, aux postes de direction et dans toutes les activités, par rapport aux entreprises ayant un homme à leur tête. Les femmes devenues directrices générales ont par ailleurs mis en moyenne deux années de plus que leurs homologues masculins pour le faire. En ce qui concerne les barrières psychologiques, les femmes limitent leurs ambitions de carrière davantage que les hommes : les premières ne sont qu'une sur trois à avoir voulu initialement devenir directrice générale, contre un homme sur deux. D'autres facteurs peuvent aussi jouer dans l'esprit des femmes, tels la perception ou la réalité d'une « absence de réseau professionnel antérieur » pour certaines, et une éventuelle « peur de l'échec ». En ce qui concerne les facteurs liés à la famille, environ 73 % des femmes et 42 % des hommes interrogés dans l'étude ont pris un congé ou refusé un avancement en lien avec des raisons familiales. Environ 18 % des femmes questionnées indiquent le travail non rémunéré de la maison et la famille comme un facteur limitant. Les solutions envisagées dans l'étude sont les formations contre les préjugés, le recrutement et l'égalité salariale entre les genres.

### Salaires et professions «féminines» ou «métiers féminisés»

#### Dans le monde
D'après les données de l'Organisation de coopération et de développement économiques (OCDE), la proportion moyenne de femmes médecins dans les pays qui en font partie était en moyenne de 46 % en 2015. De nombreuses anciennes républiques socialistes soviétiques comprennent une forte présence des femmes dans ce secteur, ce qui est le cas de l'Estonie et la Lettonie, où les femmes représentent plus de 73 % de l'ensemble des professionnels. Cependant, dans les pays asiatiques comme le Japon et la Corée du Sud, moins d'un médecin sur quatre est une femme.

#### En Occident

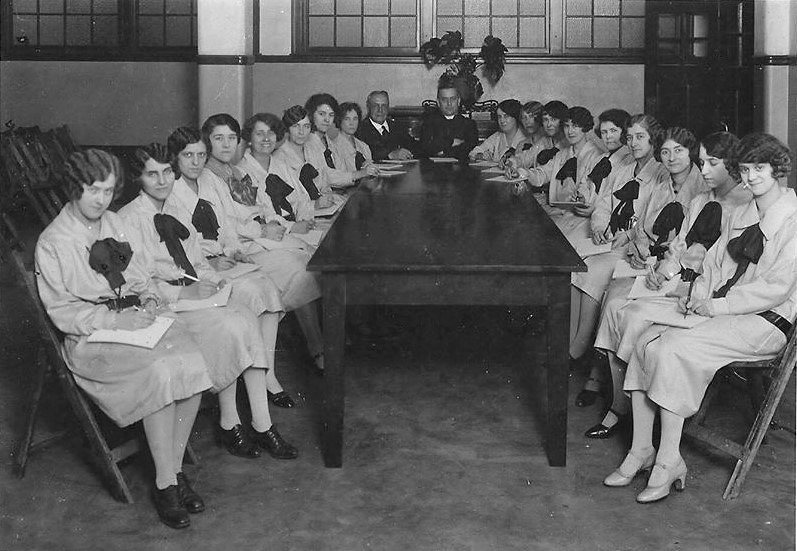
Jeunes institutrices et leur direction masculine, Ville-Emard (Canada), vers 1920.

Dans de nombreux domaines, les sociétés occidentales modernes présentent des inégalités entre les sexes. Un certain nombre de secteurs professionnels ou de professions restent presque exclusivement le domaine d'un sexe ou de l'autre, comme maçon ou sage-femme. Dans le monde du travail, la disparité reste immense : les possibilités d'accéder à des postes à responsabilité restent moindres pour les femmes. Ainsi en France, en 2016, 1 poste sur 3 de dirigeant d’entreprise est occupé par une femme. En outre, les femmes doivent trop souvent, pour réussir professionnellement, s'adapter au modèle masculin et en adopter les valeurs de compétitivité et d'agressivité. S'ajoute à ces difficultés, celle de la précarité qui est plus grande pour les femmes que pour les hommes. Enfin, en politique, les femmes sont nettement moins présentes, sauf dans les pays scandinaves ; ce déséquilibre a été remarqué notamment en France par le groupe La Barbe et a donné lieu au concept de parité.
Les salaires des femmes sont souvent présentés comme étant inférieurs, à poste identique.
Les professions « traditionnellement féminines » sont nettement dévalorisées. Les secteurs professionnels « traditionnellement masculins », où les femmes ont commencé à entrer massivement au cours du XXe siècle, ont été peu à peu désertés par eux et sont de plus en plus mal rémunérés,. Cela a été constaté dans la magistrature, l'enseignement.
Le monde hospitalier est, en 2018, massivement féminin. D’abord chez les aides soignantes et les infirmières, deux métiers où les pourcentages de femmes avoisinent les 90 %. Mais désormais, les médecins hospitaliers sont majoritairement des femmes.
En 1962, on compte 10% de femmes dans les services médicaux, la féminisation de la médecine est passée à 36% en 2003 ; dans certaines facultés, le taux d’étudiantes est de 64 % donc une majorité de femmes (49 % des hommes comme des femmes sont généralistes),. La féminisation des professions médicales, y compris de la médecine générale, est donc en augmentation constante. Ce fait est toutefois contesté par certains auteurs qui expliquent que la dévalorisation constatée peut être due à d'autres facteurs que la féminisation, mais soulignent que même au sein des professions féminisées, « les segments les plus valorisés restent des bastions masculins ».
Les études en médecine ont connu une féminisation (action de féminiser) massive de leurs nombres d’étudiantes du premier au dernier cycle. Cette féminisation massive actuelle représente donc une véritable « bascule» dans l'histoire des sciences médicales,. Les instituts paramédicaux hors université, comptent en moyenne 82 % de filles (des instituts de formations aux soins infirmières aux diverses spécialités d’orthophonie, orthoptie ou encore psychomotricité). Sans oublier les formations d’aides-soignantes, un métier rarement accordé au masculin. Ce phénomène est récent puisqu’à la fin des années 1980, les bancs des facs de médecine ne comptaient que 45 % de filles. Cependant, si féminisation il y a, on s’aperçoit malgré tout que les garçons préservent leurs positions dans les spécialités les plus “réputées”, la chirurgie en tête, qui ne compte que 40 % de femmes. Celles-ci se retrouvent plus souvent dans les filières de gynécologie (81 à 100 %), de pédiatrie (87 %), de médecine du travail (65%), de médecine générale (65%) ou de psychiatrie (57 %). Quoique la part des femmes reste minoritaire dans le monde médical, cette part ne cesse de croître.

### Spécificités dans le domaine de la santé

#### Des patients
Les inégalités de genre restent encore fortement ancrées au sein de nos sociétés, comme dans le domaine de la santé : pour certaines maladies, les diagnostics diffèrent selon les sexes,.
En 2019, en France, il est reconnu d'un point de vue scientifique l'existence de facteurs biologiques qui différencient les hommes et les femmes, toutefois ces différences ne sauraient justifier une quelconque inégalité de traitement entre des patients. Selon Catherine Vidal, neurobiologiste et membre du comité d'éthique de l'Inserm, les stéréotypes de genre et les normes sociales influenceraient le monde médical et conduiraient ainsi à des situations d'inégalité. Par exemple, l’infarctus du myocarde, serait toujours sous-diagnostiqué chez les femmes, car il serait considéré comme une maladie à dominante « masculine » car fréquente chez les hommes d’âge moyen et stressés au travail ; une patiente soupçonnée d'être atteinte, se verrait prescrire des médicaments pour l'anxiété, contrairement à un homme qui serait orienté vers un cardiologue. Les médecins seraient fortement influencés par des constructions sociales genrées.

#### Des professionnels du monde la santé, du sanitaire et du social
Dans le monde, nombreux sont les pays où plus de 70 % du personnel de santé rémunéré est composé de femmes ; en parallèle, ce sont la plupart du temps les femmes qui s'occupent des soins non rémunérés concernant leur famille ou entourage. Malgré ce fort taux de femmes dans le domaine, elles représentent peu des occupants des postes de direction dans le systèmes de santé. Par ailleurs, les personnels de santé féminins et les actrices du domaine social rencontrent des problèmes liés à des préjugés sexistes, et/ou à de la violence physique et sexuelle, dont le harcèlement sexuel. Toujours à l'échelle mondiale, en ce qui concerne le domaine du sanitaire et du social, le salaire moyen des hommes dépasse encore davantage le salaire moyen des femmes que dans le monde du travail en général : l'écart est ainsi de 26 % dans les pays à revenu élevé et 29 % dans les pays à revenu intermédiaire de la tranche supérieure — l'écart entre salaires masculin et féminin dans le monde du travail en général étant d'environ 20 %, les hommes gagnant plus.
À l’hôpital, les séparations genrées sont importantes. Ainsi, en France, les secrétaires médicales sont majoritairement des femmes, les postes d'assistants sociaux sont occupés majoritairement par des hommes, et les projets techniques ou informatiques sont portés, le plus souvent, par des hommes. Cela témoignerait du poids des représentations de genre dans la santé. On compte moins de 20% de femmes chez les professeurs des universités praticiens-hospitaliers. Le choix de l'orientation médicale par les étudiant(e)s serait très marqué par le genre, on ne compte que 25% de femmes parmi les candidats au concours des professeurs des universités praticiens-hospitaliers. En 2020, en France, les femmes représentent 83 % des travailleurs dans les métiers d'aide aux personnes et métiers de la propreté, 77,3 % des médecins et personnels non médicaux à l'hôpital, 87,4 % des travailleurs dans les établissements d'hébergement pour personnes âgées dépendantes (Ehpad). Diverses études trouveraient des liens entre le genre du médecin et la satisfaction du patient[réf. nécessaire]. L'explication de telles disparités serait à chercher dans les stéréotypes de sexes : les hommes seraient en possession de la force et de la technique, et les femmes posséderaient la douceur et l’écoute, leur instinct « maternel ».
En 2021, est lancée au niveau international l’Initiative sur la place des femmes dans le secteur de la santé et des soins, en regard des inégalités femmes-hommes dans le secteur et de l'actualité liée à la pandémie de Covid-19 et à sa prise en charge — les femmes faisant partie d'une grande partie des personnels en « première ligne »,. Cette même année est déclarée Année internationale des travailleurs de la santé et des soins.

### Spécificités dans le monde des sciences, technologies, ingénierie, mathématiques (STIM)

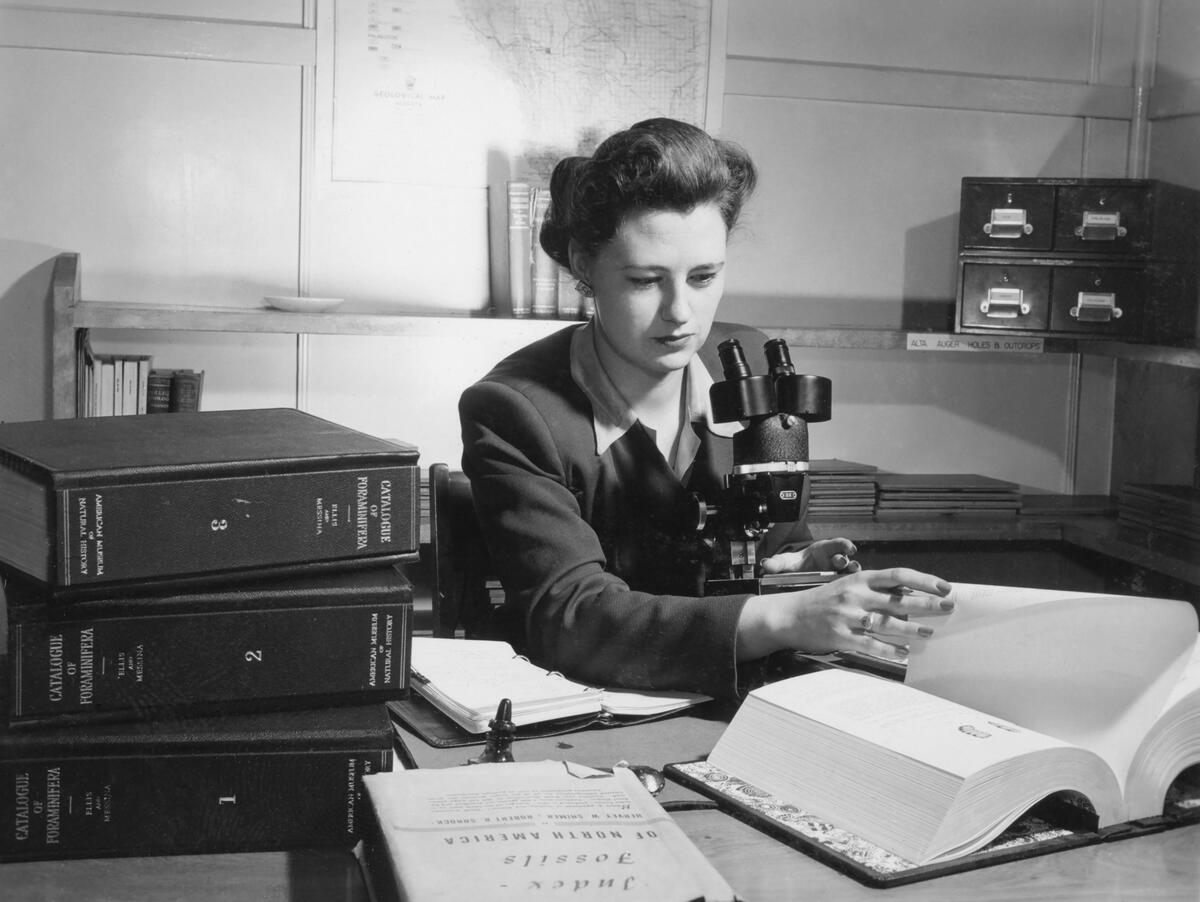
, géologue dans une université canadienne.

Des stéréotypes liés au genre impactent la proportion de filles et de femmes dans les STIM, souvent en les en éloignant ; pourtant, de nombreuses femmes travaillent dans les STIM. À l'échelle mondiale, des efforts sont menés pour tenter de promouvoir davantage la participation des femmes dans les STIM ; mais encore seulement environ 30 % des étudiantes choisissent ces types de domaines. Parmi les écarts entre les genres dans ces domaines, il y a aussi le fait que « plus on monte dans la hiérarchie scientifique, plus le pourcentage de femmes est faible » ; en parallèle, les femmes représentent moins de 30 % des chercheurs au niveau mondial.
Concernant les Prix Nobel de physique ou chimie, Marie Curie a été la première lauréate, en 1903, conjointement avec son époux Pierre Curie ; elle a plus tard reçu également — seule — un Prix Nobel de physique ; elle est la seule femme à avoir reçu deux prix Nobel. D'autres femmes ont eu des Prix Nobel, en sciences mais aussi dans d'autres catégories.

### Spécificités dans le monde de l'éducation
En France, en 2020, les professions de l'enseignement sont occupées à 67 % par des femmes ; elles représentent 72 % des personnels du ministère de l'Éducation nationale.

### Spécificités dans le monde de la culture et dans celui des médias
En 2020 en France, les femmes représentent 34 % des dirigeants de lieux de création et de diffusion des arts plastiques et du spectacle vivant subventionnés par le ministère de la Culture.
En 2015, dans le monde, dans 522 organismes d'information médiatique importants, les cadres supérieurs sont à 73 % des hommes. Sur les questions de traitement du genre et de réduction des inégalités de genre dans les médias d'actualité, en 2017, le New York Times (journal aux États-Unis) a créé en 2017 la fonction de gender editor (responsable éditorial aux questions de genres) ; en France, cette fonction arrive pour la première fois en hiver 2020-2021,,. L'AFP, quant à elle, a engagé un travail d'analyse et de réflexion depuis 2017.

### Spécificités dans le monde du sport professionnel

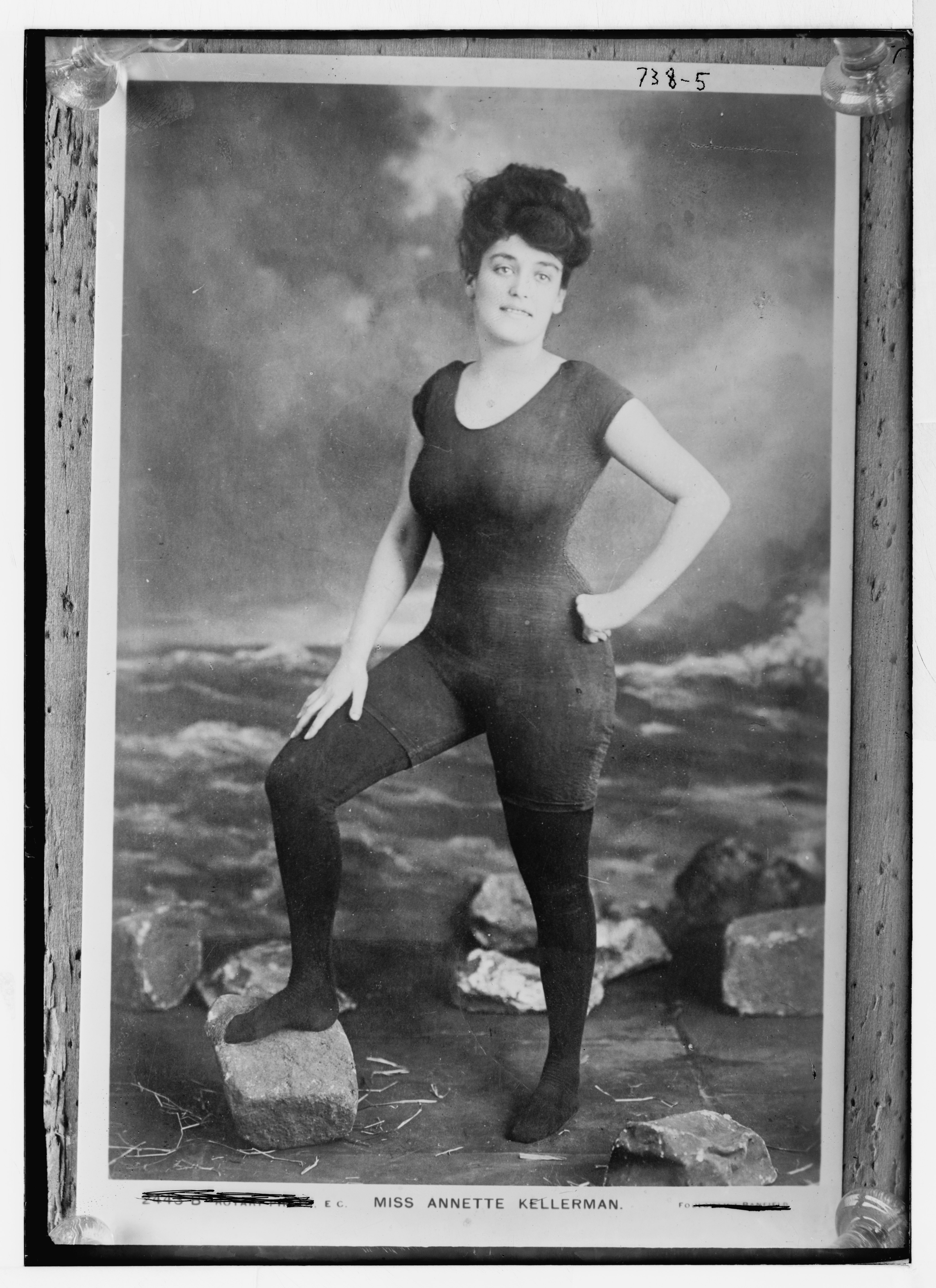
Photographie des années 1900 : Miss Annette Kellermann (1886-1975), nageuse australienne, actrice de cinéma et écrivaine, ayant revendiqué la possibilité de disposer de son corps, faire du sport en étant une femme et porter le maillot de bain.

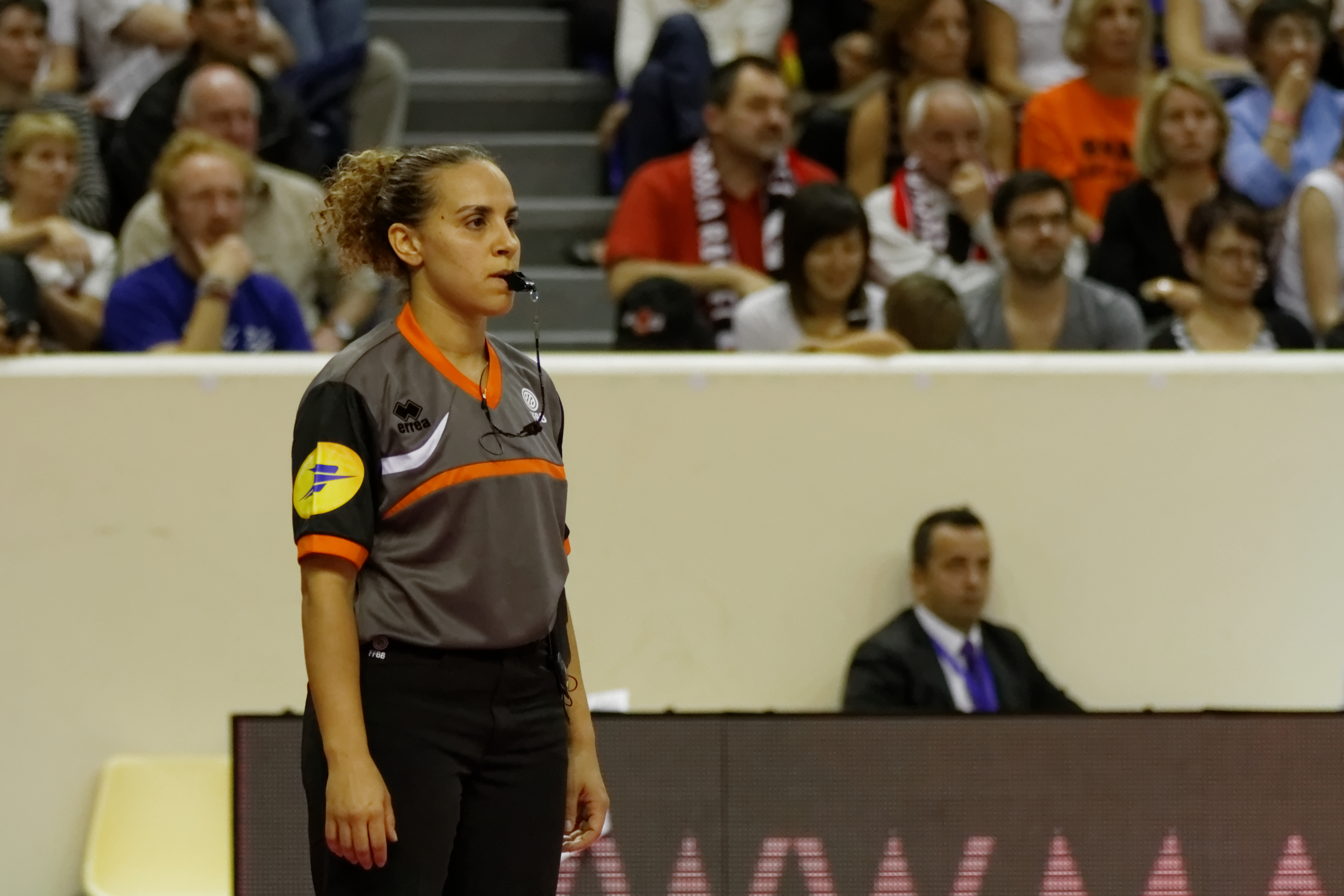
L'arbitrage des matchs de sport. Open LFB, à Charleville-Mézières, 2013.

Dans le monde, en ce qui concerne le sport féminin au niveau professionnel, les femmes sont souvent bien moins rémunérées que les hommes. Les sports ayant globalement une égalité pour les revenus entre femmes et hommes sont le tennis, le surf (à partir de 2019), le patin à glace (quelle que soit la discipline), le ski et l'athlétisme ; bien que quelques différences puissent exister pour certaines personnalités par rapport à l'ensemble des autres sportifs. Cependant, il n'y a aucune femme parmi les cent sportifs les mieux payés au monde ; la sportive la mieux payée au monde est la joueuse de tennis Serena Williams, mais elle-même n'est pas dans ce groupe. En ce qui concerne des sports où les revenus moyens des hommes et des femmes sont très différents, en défaveur des femmes, se trouvent par exemple le football (les femmes gagnant en moyenne 12 fois moins que les hommes), le basket-ball, le handball, le golf et le volley-ball (pour ces quatre sports, les hommes gagnent en moyenne de 4 à 2 fois plus que les femmes). En France, en rugby, la plupart des joueuses sont contraintes à avoir le statut d'amateures ; une vingtaine de joueuses du groupe France a toutefois un contrat professionnel à mi-temps,. Ceci est expliqué par le fait que les compétitions féminines sont moins regardées par des spectateurs sur place et moins retransmises dans les médias, et qu'elles attirent aussi de ce fait moins de sponsors.
En 2020 en France, les femmes ont des postes de dirigeante dans 14 fédérations sportives sur 115 (olympiques, non olympiques et multisports).

### Discriminations dans les professions liées aux arts culinaires
Dans le domaine de la cuisine professionnelle et des arts culinaires, « les femmes doivent souvent surmonter une discrimination active et s’orienter dans une culture qui glorifie la masculinité et tolère implicitement le harcèlement », indique l'ONU Femmes. De plus, les femmes cheffes sont limitées dans leur accès aux échelons supérieurs dans leur domaine professionnel. Dans le monde en 2019, seulement 5 femmes ont reçu trois étoiles au Guide Michelin, un guide français issu d'une évaluation des restaurants — trois étoiles étant le meilleur niveau.

### Pauvreté
Le Programme des Nations-Unies pour le développement indique que « Les femmes restent plus vulnérables que les hommes face à la pauvreté, avec moins d'opportunités d'accès au travail rémunéré, à l'éducation et à la propriété ». En 2020, la Banque mondiale indique que dans le monde, concernant les personnes en situation de pauvreté, les femmes en constituent une moitié, tandis les enfants représentent aussi une moitié de ces personnes — les deux critères n'étant pas exclusifs l'un de l'autre, ils peuvent se chevaucher : une personne pauvre peut être femme et enfant à la fois. De plus, dans certaines régions et pour certaines tranches d'âge, les femmes sont majoritaires parmi les pauvres. La Banque mondiale note également que deux éléments pourraient faire augmenter fortement le nombre de personnes pauvres dans le monde dans un avenir proche : l'impact de la pandémie de Covid-19 d'une part, et les effets du changement climatique d'autre part.
En 2017, dans les pays du Sud, les femmes constituent 70 % des personnes les plus pauvres,, ceci étant expliqué principalement par une différenciation, voire des discriminations ou ségrégations, concernant l'accès au travail apportant une rétribution.
Les femmes représentent la majorité des 2,2 milliards de la population mondiale vivant avec moins d'un dollar par jour.[réf. nécessaire]
Les statistiques relatives à la pauvreté signalent souvent un désavantage féminin, notamment pour celles qui restent seules avec leurs enfants[réf. nécessaire]. En 1990, le ministère de la Justice du Canada a procédé à une enquête qui a révélé qu'après un divorce, 46 % des femmes vivaient sous le seuil de pauvreté, comparativement à 10 % des hommes.
En France, en 2011, tous âges confondus, le taux de pauvreté féminin est de 8,1 %, tandis que le taux de pauvreté masculin est de 7,9 %. En 2012, le Secours Catholique affirme dans un rapport sur la pauvreté que 14 % des français vit sous le seuil de pauvreté, et que 57 % de ceux-ci sont des femmes ; il explique ce phénomène par l'augmentation des familles monoparentales et de ce fait du nombre de mères célibataires, ainsi que par le fait qu'après une séparation les femmes qui n'avaient pas travaillé pendant longtemps avaient des difficultés à trouver un emploi stable, correctement rémunéré et autre qu'à mi-temps. Selon l'Insee, en 2015, 8,1 % de femmes vivent sous le seuil de pauvreté, elles représentent 52 % de la population pauvre. Selon le Haut Conseil à l'égalité entre les femmes et les hommes : « Le taux de pauvreté représente le nombre de personnes vivant en dessous du seuil de pauvreté, fixé soit à 50% soit à 60% du revenu médian pour une population. En France, le seuil de pauvreté est fixé à 1026 euros en 2017 ». Cette année 2017, il y aurait 2,6 millions de femmes pauvres et 2,4 millions d'hommes pauvres, tout en prenant en compte le fait que le nombre total de femmes est un peu plus élevé que celui des hommes dans le pays. Les classes d'âge les plus touchées par la pauvreté sont alors les moins de 18 ans et les 18-29 ans. Les taux de pauvreté féminin et masculin sont presque semblables dans ce pays, notamment parce que les revenus d'un couple sont considérés comme partagés à égalité, selon l'Observatoire des inégalités en 2020 ; ainsi, on part du ménage pour élaborer les statistiques, et non des ressources individuelles d'une personne pour elle-même. En 2015, l'Insee a aussi élaboré des statistiques concernant les revenus individuels, en prenant en compte les revenus tirés du travail, avant versement de prestations sociales, avec les indemnités chômage et/ou les pensions de retraite : il en ressort que les écarts femmes-hommes sont plus forts chez les plus pauvres et chez les plus riches que dans le milieu du continuum.

### Théories sur la vie professionnelle
La maternité reste un souci majeur dans la vie professionnelle féminine[réf. nécessaire]. La maternité est en effet perçue par nombre d'employeurs comme une cause supplémentaire d'absence qui, pour un poste donné, leur fait préférer un homme. Cependant, d'autres obstacles de nature plus opaque contribuent à ces difficultés. Dans de nombreux cas, ce n'est pas tant la discrimination volontaire de la part de leurs collègues ou supérieurs masculins qui entre en jeu aujourd'hui. D'une part, le monde du travail est structuré de façon trop rigide en dépit de quelques lois permettant certains aménagements horaires[réf. nécessaire] ; vu les travaux domestiques qui leur incombent et les enfants à charge, il est difficile pour les femmes de s'y adapter[réf. nécessaire]. D'autre part, il semble que les femmes ne disposent pas de certaines ressources sociales nécessaires dans une stratégie de projet et de carrière qui sont toutes basées sur des mécanismes de cooptation de la part du groupe dominant masculin, souvent réticents à accepter leurs collègues féminines, ou tout simplement parce qu'ils s'attendent à ce que celles-ci réagissent comme eux. Deux de ces mécanismes basiques ont été analysés par les sociologues[non neutre].

#### L'effet «token»
L'effet dit « token »[réf. nécessaire] analyse les règles générales de la stratification du pouvoir, selon les trames Token Ring parcourant l'anneau dans un sens qui est toujours le même. Il semble que les femmes tendent à assumer des comportements qui ne leur sont pas naturels, et qui à la longue jouent en leur défaveur, lorsqu'elles entrent en contact avec un milieu essentiellement masculin. Ne se sentant pas vraiment acceptées mais confrontées aux pressions du groupe masculin dominant attendant d'elles qu'elles changent leur manière d'être, un grand nombre de femmes réagissent par deux types de réactions défensives qui jouent contre elles : d'une part l'hyperconformisme et tout le zèle du néophyte qui leur en fait faire de trop de sorte qu'elles se vassalisent rapidement, ou la fugue dans l' « invisibilité », cherchant à être le plus « neutre » possible de façon que l'on s'aperçoive le moins possible de leur présence ; passant inaperçues il ne leur sera guère proposé un travail plus intéressant, même si elles ont toutes les capacités pour le faire.

#### L'effet Matthieu
L'effet Matthieu tire son nom de l'évangéliste qui rapporte les paroles de Jésus-Christ selon lesquelles ceux qui ont la foi augmenteront leur grâce et ceux qui ne l'ont pas seront précipités dans l'éternelle damnation (Évangile selon Mathieu 13:12 : « Car on donnera à celui qui a, et il sera dans l'abondance, mais à celui qui n'a pas on ôtera même ce qu'il a »). En l'occurrence, ceux qui « ont » (le pouvoir) sont les hommes et celles qui « n'ont pas » (le pouvoir) sont les femmes. D'après les recherches de la sociologue Judith Lorber à ce sujet, il semble bien que, quand les femmes perdent le fil conducteur de l'évolution de carrière (souvent à cause d'une maternité), elles accumulent les désavantages et ne se sortent que très difficilement de ce cercle vicieux. Exclues du cercle vertueux du prestige et du pouvoir, elles se retrouvent souvent pour le restant de leur vie condamnées aux emplois subalternes peu gratifiants et peu rémunérés[réf. nécessaire].

#### L'effet Matilda
L'effet Matilda (nommé ainsi en référence à la militante féministe Matilda Joslyn Gage) désigne le fait que dans la recherche scientifique, nombre de contributions de femmes ont été ou sont niées ou minimisées ; il a été théorisé par l'historienne des sciences Margaret Rossiter, qui a approfondi la théorie du sociologue Robert King Merton concernant l'effet Matthieu.

## Travail non rémunéré

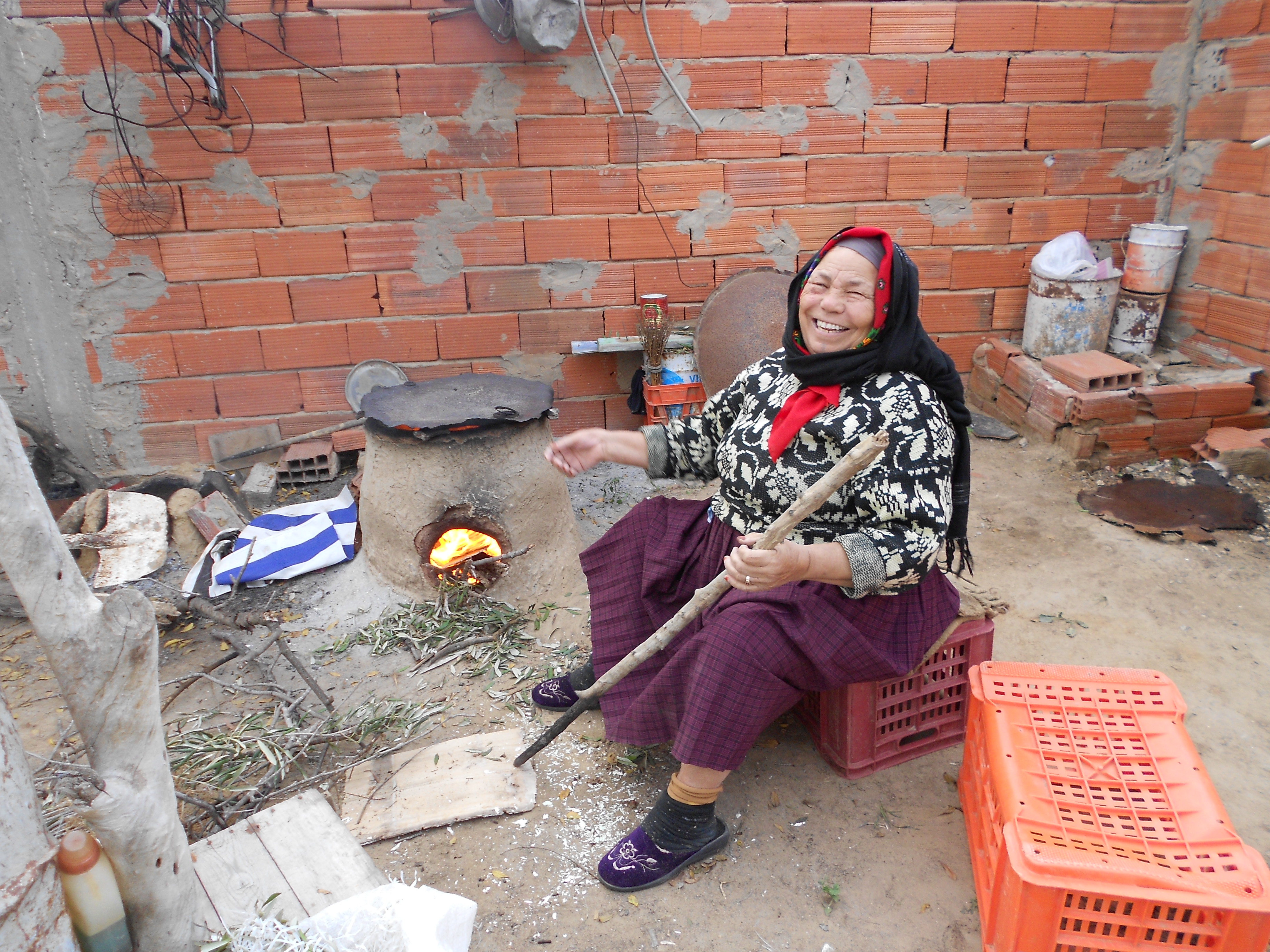
Travail de préparation du repas, en Tunisie (2013).

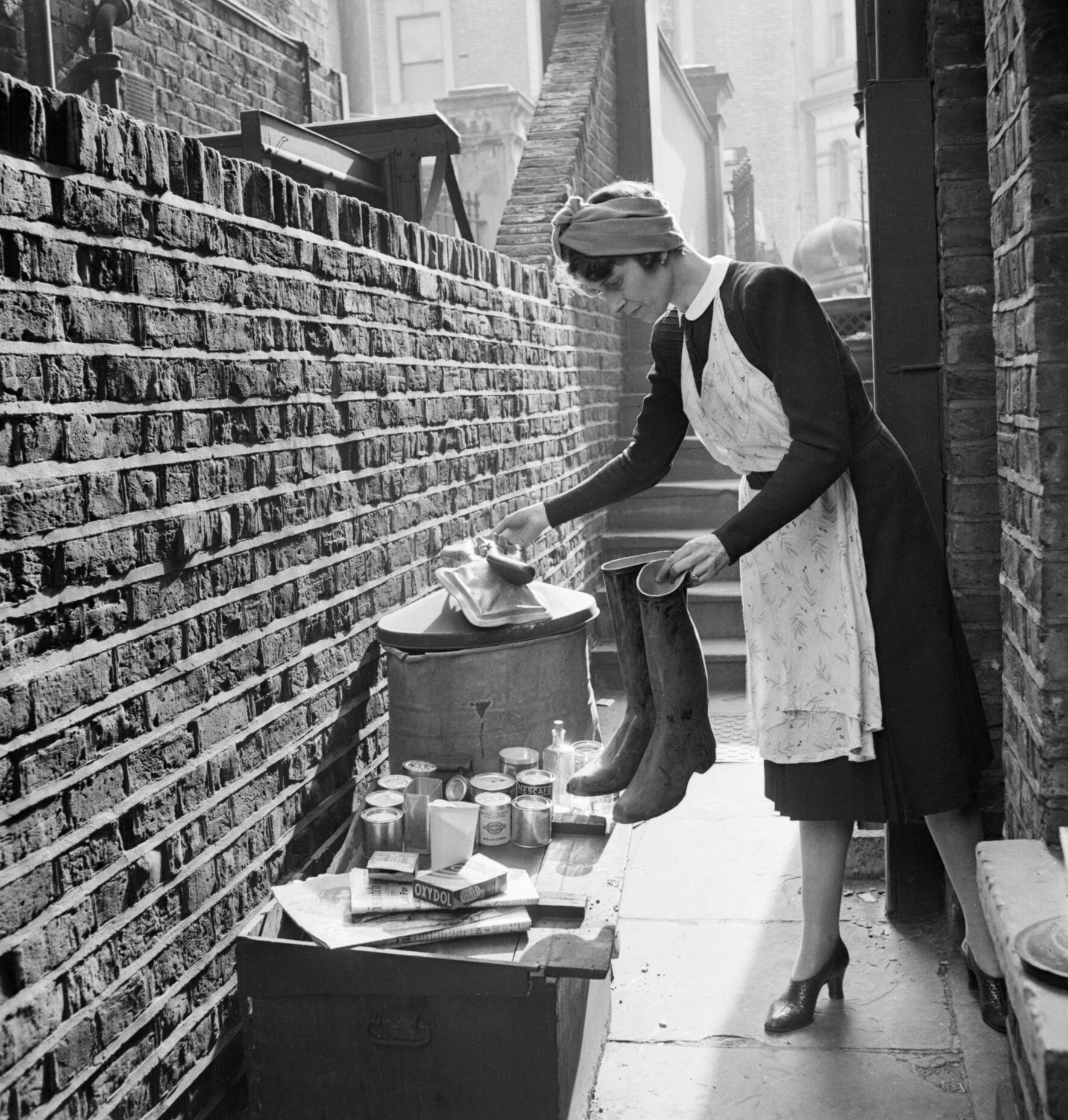
Femme au foyer en Angleterre (1942).

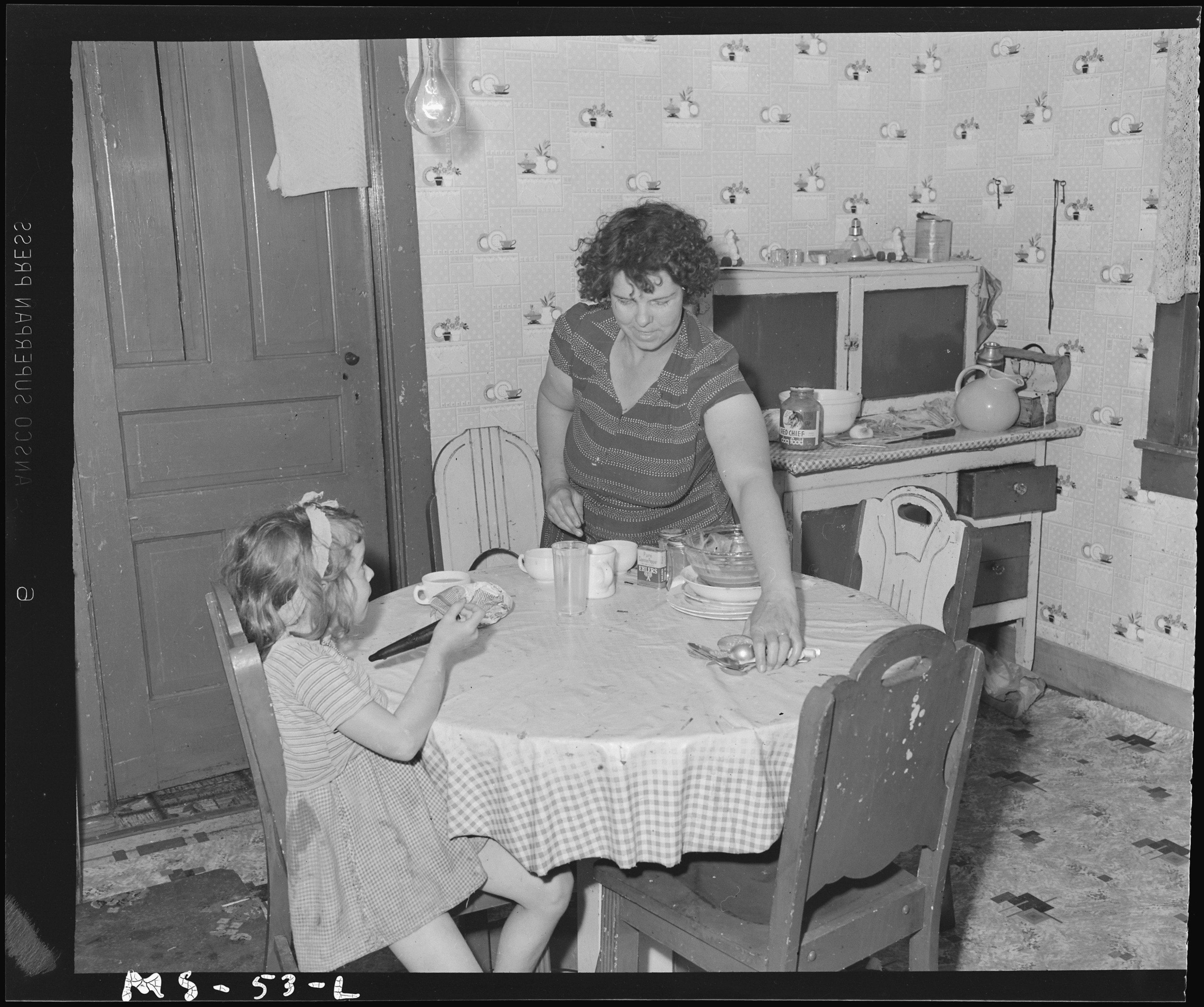
Mrs. William Simpson, s'occupant de nettoyer la table et la cuisine (1946 ; U.S. National Archives and Records Administration).

Dans le monde, le travail non rémunéré concernant la cuisine, les tâches ménagères, la garde des enfants, mais aussi les soins dans l'entourage dont les soins aux personnes âgées, est en grande partie assumé par les femmes ; dans certains pays ou certaines régions, cela comprend également la collecte d'eau, la collecte de bois de chauffage et les travaux de la ferme. Globalement, à l'échelle du monde, en 2016, « les femmes assument au moins deux fois et demie plus de tâches ménagères et de services de soins non rémunérés que les hommes »,, ou plus du triple en 2019. Ce travail est important pour le fonctionnement des ménages, mais aussi de l'économie plus largement ; toutefois, il est dévalué par rapport au travail rémunéré, voire il n'est pas considéré comme du « travail ». Cela affecte aussi les possibilités de travail rémunéré des femmes car leur temps disponible et leur énergie sont réduits par ce qui est investi dans le travail non rémunéré. Ce travail peut aussi être fait en compensation du manque de services sociaux ou de soins localement. Par ailleurs, les changements climatiques ont déjà pour effet dans certaines régions d'augmenter le travail domestique des femmes. L'ONU Femmes indique que la lutte contre des stéréotypes très présents peut être une piste pour faire évoluer la répartition des tâches entre les genres ; en parallèle, il y a un net besoin « de mettre en place des politiques assurant les prestations de services, une protection sociale et des infrastructures de base, qui encouragent le partage des travaux domestiques et de la dispense de soins entre les hommes et les femmes, et qui créent davantage d’emplois rémunérés dans l’économie des soins ».
Le rapport de l'ONU en vue de la Conférence de Pékin en 1995[réf. nécessaire] a démontré que les femmes étaient alors largement victimes de la « double journée ». En moyenne, elles consacraient au travail familial et domestique, invisibilisé et non rémunéré, beaucoup plus de temps que leurs compagnons. En France, les hommes accordent journellement 1H26 de moins que les femmes aux tâches domestiques (ménage, cuisine, soins aux enfants, jardinage, bricolage…). En revanche, les femmes y consacrent 3 h 26 par jour, selon l'INSEE. L'écart s'est amenuisé entre les années entre les années 1965 et 2010, du fait de l'entrée des femmes sur le marché du travail et des progrès techniques des équipements ménagers, et d'une plus forte, quoique relative, implication des pères dans l'éducation et les soins aux enfants.
Ce cumul de labeur effectué à l'extérieur et à demeure conduisit les femmes à travailler en moyenne 13 % de plus que les hommes. La masse mondiale du seul travail domestique féminin, gratuit et indispensable au fonctionnement d'une société, représentait, en 1995, onze milliards de dollars et les deux tiers du seul travail féminin. Les femmes travaillaient donc plus et gagnent moins que les hommes.
Elles assurent plus de 80 % de la production agricole dans les pays en voie de développement et sont les principales pourvoyeuses de l’eau en parcourant 40 milliards d’heures chaque année pour collecter de l’eau. Les femmes consacrent deux à dix fois plus de temps que les hommes au travail non rémunéré, ce qui constitue l’un des principaux obstacles à leur émancipation économique et politique.

## Présence des femmes dans la culture, les divertissements et les sciences
En 2020, ONU Femmes indique que dans le monde, il y a une sous-représentation des femmes et des filles aussi bien en politique, dans les divertissements ou sur le lieu de travail ; ceci en raison de « normes et (…) traditions patriarcales ». Cette situation amène également des effets négatifs sur le bien-être des femmes et des filles, mais aussi sur celui de leurs communautés.

### Présence et implication des femmes dans les médias

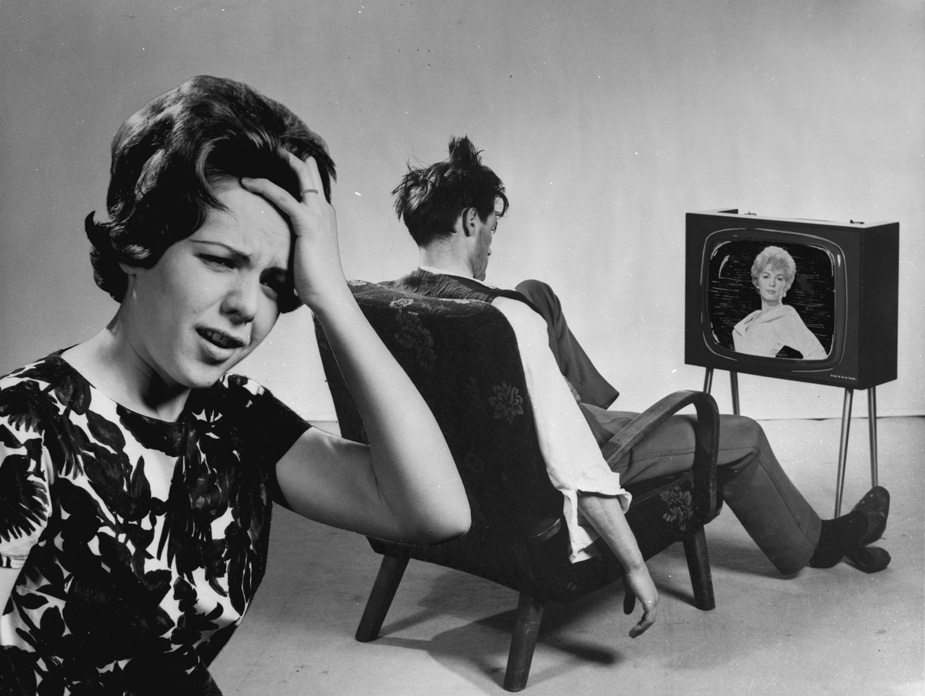
Image publicitaire de Turners, (photographie), 1962.

#### Généralités
Les médias comprennent notamment la presse écrite, la radio, la télévision, le cinéma et Internet. Selon ONU Femmes, « quel que soit le média que vous choisissez, vous avez de grandes chances de tomber sur des stéréotypes qui perpétuent la discrimination fondée sur le genre » ; le plus souvent, l'image qui leur est donnée est celle d'une personne avec un corps fin ou un objet sexuel, leur temps de parole est moindre que celui des hommes et elles donnent moins leur avis. De plus, l'industrie du divertissement leur confie moins souvent qu'aux hommes un rôle de meneuse ou de cadre, voire un travail rémunéré.
En 1995, 189 États au sein des Nations unies (ONU) ont constaté le rôle majeur qu'ont les médias dans la propagation mais aussi dans la lutte contre les préjugés sexistes influençant les façons de penser et d'agir des personnes ; à ce titre, la place des femmes dans les médias — en tant que personnes visibles mais aussi en tant que professionnelles des secteurs concernés, y compris comme décideurs — est l'un des domaines critiques du Programme d'action de Beijing. Entre 1995 et 2015, les médias ont proposé plus d'histoires narrées par les femmes et les femmes sont devenues majoritaires parmi les utilisateurs très actifs sur les réseaux sociaux.

#### Médias d'actualité
La plus grande étude sur la représentation, la participation et l'implication des femmes dans les médias couvre 20 ans et 114 pays : elle indique que « seulement 24 pour cent des personnes qui sont entendues, citées ou vues dans des journaux, ou dans les nouvelles télévisées ou radiodiffusées sont des femmes ». Concernant ces éléments, les médias numériques reflètent également les médias traditionnels : dans les actualités numériques, « seulement 26 pour cent des personnes couvertes dans les sujets d’actualités sur Internet et dans les tweets de nouvelles sont des femmes ». Par ailleurs, les stéréotypes sexistes ne sont remis en cause clairement que dans 4 % des sujets couverts, que ce soit dans l'actualité traditionnelle ou numérique. Par ailleurs, plusieurs recherches, dans plus d'une centaine de pays, ont observé que 46 % des actualités comportent des stéréotypes sexistes.
L'ONU Femmes indique en 2020 qu'« entre autres facteurs, les stéréotypes et la sous-représentation significative des femmes dans les médias jouent un rôle majeur dans le façonnement des attitudes néfastes irrespectueuses et de la violence à l’égard des femmes ».

#### Divertissements
ONU Femmes indique qu'« à l’instar des autres formes de médias, les films et la télévision ont une influence énorme sur le façonnement des perceptions culturelles et des attitudes en matière de genre, et ils jouent un rôle majeur dans le changement de discours pour le programme en faveur de l’égalité des sexes ».
Une étude menée dans 11 pays sur des films à succès indique que dans ceux-ci : les femmes représentaient 23 % de l'ensemble des protagonistes et 31 % de l'ensemble des personnages parlant ; du côté des réalisateurs, 21 % seulement étaient des femmes.
Concernant les récompenses données aux femmes dans le cinéma en général, jusqu'en 2020, seulement 5 femmes ont été nommées dans la catégorie du meilleur réalisateur aux Oscars — deux femmes ont remporté ce prix : Kathryn Bigelow, en 2008, et Chloé Zhao en 2021 — alors que ceux-ci existent depuis 1929. La Palme d'or du Festival de Cannes, créé en 1946, n'a été décernée qu'à une seule femme réalisatrice : Jane Campion, en 1993 ; deux autres femmes ont eu ce prix : Adèle Exarchopoulos et Léa Seydoux, actrices, mais conjointement et avec le réalisateur Abdellatif Kechiche.

#### Publicités
En France, dans une étude réalisée par le Conseil supérieur de l'audiovisuel (CSA), portant sur 24 chaînes de télévision, sur sept jours dans une période située entre 2016 et 2017, pour le dernier écran publicitaire avant 20 heures, les publicités ont été étudiées et analysées selon plusieurs axes afin de mieux connaître l'état de la représentation des femmes dans celles-ci — le nombre de publicités concerné était de 2055. Le CSA a constaté que les hommes étaient présents pour 56 % des premiers et seconds rôles, contre 46 % de femmes ; il y a également une représentation stéréotypée selon les types de produits — davantage d'hommes pour les jeux d'argent, l'automobile, les assurances, banques et mutuelles, la technologie et le numérique, les services, l'alimentation et distribution, et les objets et produits domestiques ; davantage de femmes pour les soins corporels, l'habillement, les loisirs et les produits médicaux et paramédicaux ; parité pour les jeux et jouets — ; les rôles d'experts sont à 82 % masculins, ceux de consommateurs ou esthétiques inactifs sont à égalité hommes-femmes ; les publicités présentant des personnages avec « sexualisation » — dans l'étude : attitude très suggestive, simulation d'acte sexuel, cadrages très insistants sur certaines parties intimes du corps — sont deux tiers à mettre en scène des femmes ; la nudité partielle ou totale dans ces publicités (7 % d'entre elles) concerne 54 % de femmes contre 46 % d'hommes. Cette étude met aussi en relation ces publicités avec les pratiques sociales constatées dans la société française sur cette période, constatant qu'il existe par exemple une différence entre ces pratiques et celles présentées dans la publicité dans le domaine de l'automobile.

### Représentation et reconnaissance dans les sciences

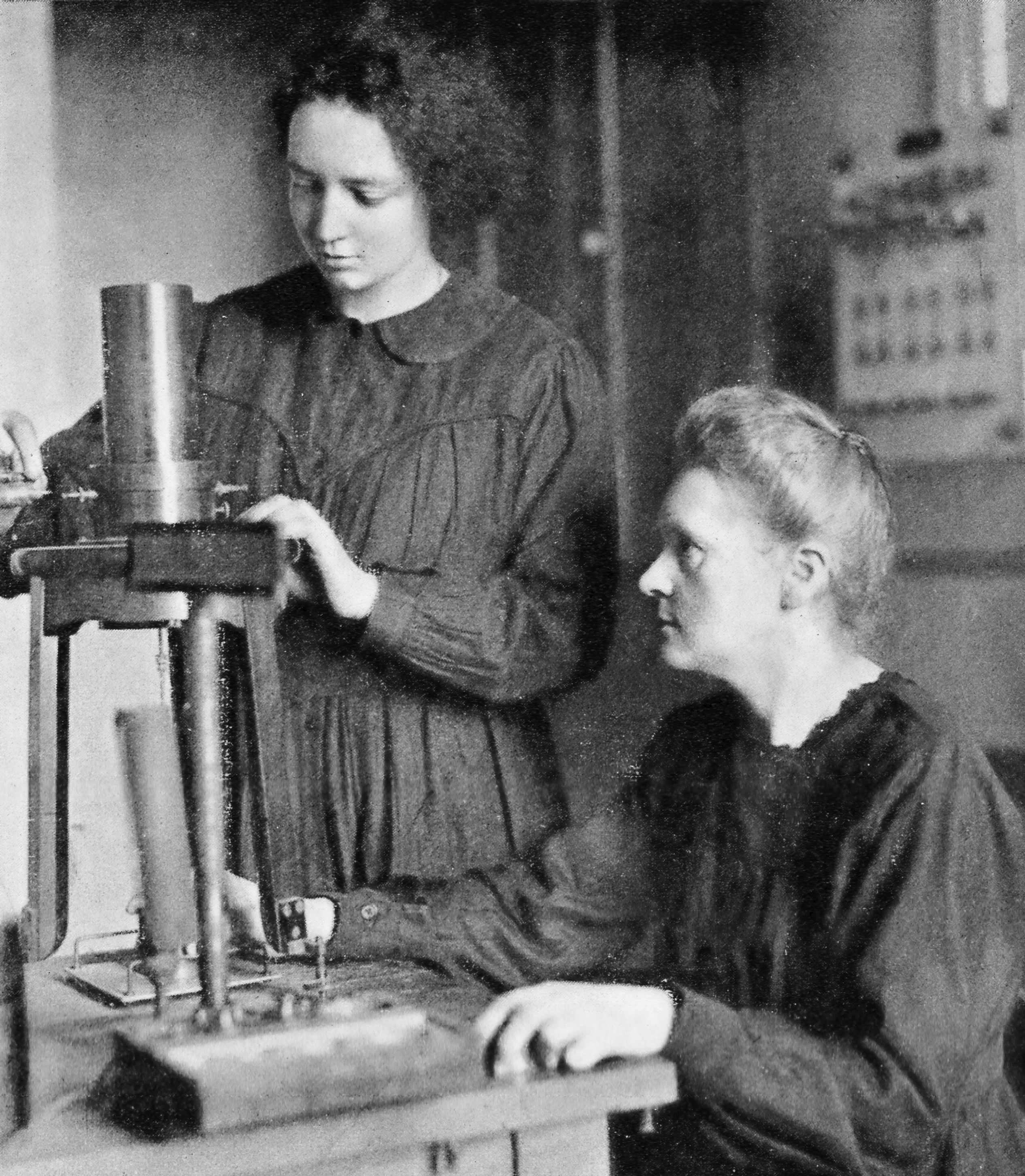
Marie Curie, première femme à obtenir le prix Nobel, qui travaille avec sa fille, Irène.

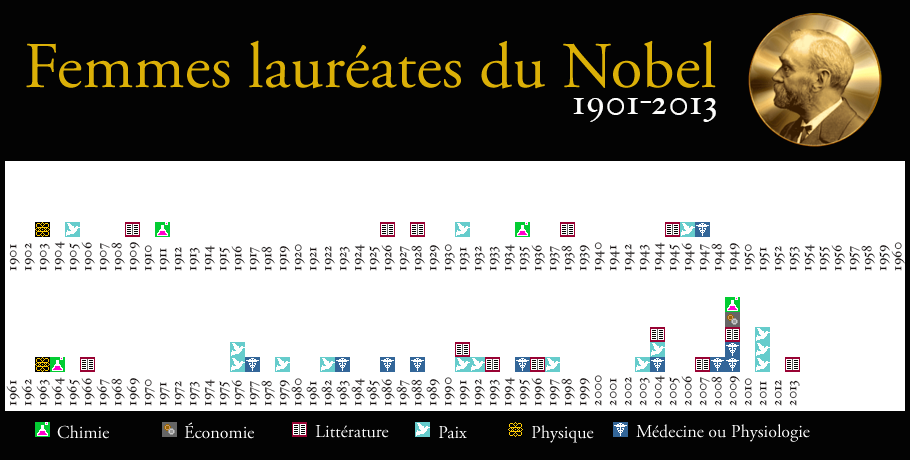
Frise des prix Nobel reçus par des femmes de 1901 jusqu’en 2013 (d'autres prix Nobel ont été donnés par la suite, y compris à des femmes).

Le prix Nobel, qui récompense des personnes ou des entités en raison de leurs apports dans différents domaines tels que la paix, la littérature, l'économie, la physique, la chimie ou la médecine, a été décerné au cours de son histoire — à partir de 1901 — à plus de 900 personnes ; toutefois, les femmes récompensées, tous domaines confondus, sont seulement 59. Elles sont 19 dans les domaines de la physique, la chimie, la physiologie et la médecine regroupés. La première femme lauréate, la scientifique Marie Curie, l'a été une première fois en 1903 — elle était colauréate en physique —, puis une seconde fois en 1911, en chimie et seule. Le nombre de femmes prix Nobel est plus élevé concernant la paix, la littérature et la médecine que dans les domaines de la physique, la chimie et l'économie.

### Présence et visibilité des femmes dans le sport
Pour la première fois depuis leur création, les Jeux olympiques modernes devraient accueillir femmes et hommes à quasi égalité de nombre aux Jeux olympiques de Tokyo — reportés à 2021. Lors de la création de ceux-ci en 1900, les femmes représentaient 2,2 % de l'effectif des athlètes ; depuis, leur nombre et leur proportion parmi les sportifs ont augmenté. En 1912, l'instaurateur des Jeux olympiques modernes, le baron Pierre de Coubertin, considérait qu'« une olympiade femelle serait impratique (sic), inintéressante, inesthétique et incorrecte. Les JO doivent être réservés aux hommes, le rôle des femmes devrait être avant tout de couronner les vainqueurs ». Lors des Jeux olympiques de Tokyo, les femmes et les hommes participeront à presque toutes les disciplines sportives ; les hommes ne pourront pas participer aux épreuves de gymnastique rythmique ni de natation synchronisée, tandis que les femmes ne pourront pas prendre part à la lutte gréco-romaine.
Dans certaines régions du monde, malgré des progrès, les femmes sont encore exclues de certains sports. Par ailleurs, dans le monde, les femmes athlètes obtiennent des salaires ou des prix en argent très inférieurs à ce qu'ont droit leurs homologues masculins ; par exemple, en football, pour la Coupe du monde organisée par la FIFA en 2019, le bonus dédié aux hommes était de 400 millions de dollars — pour 32 équipes —, contre 30 millions de dollars pour les femmes — pour 24 équipes.

## Santé

### La santé des femmes dans le monde: généralités
Selon l'Organisation mondiale de la santé (OMS), « La santé des femmes et des filles est influencée par les différences biologiques liées au sexe, le genre et d’autres déterminants sociaux ». L'OMS note que les filles et femmes sont désavantagées en matière de santé par rapport aux hommes dans de nombreuses sociétés, et cela à cause de discriminations liées à des facteurs socioculturels ; cela concerne aussi bien la possibilité d'accès à des soins de santé de qualité que celle de pouvoir avoir le meilleur état de santé possible. Parmi ces facteurs socioculturels se trouvent notamment : une inégalité dans les relations entre hommes et femmes, des normes sociales réduisant les possibilités d'éducation et d'emploi rémunéré des femmes, une vision de la femme comme n'ayant de rôle que procréateur, des menaces ou des violences physiques, sexuelles ou émotionnelles.
En 2018, dans le monde, globalement, les femmes ont une plus longue espérance de vie que les hommes, mais leur morbidité (effets restant après une maladie ou un traumatisme) est plus élevée et elles ont plus recours aux soins de santé que les hommes. À cette même date, les types de maladies les plus mortelles pour les femmes dans le monde sont des maladies non transmissibles, les maladies cardio-vasculaires et les cancers, dont ceux du col de l'utérus et le cancer du poumon. Par ailleurs, les femmes sont plus nombreuses à être malades de dépression que les hommes. En 2015, la deuxième principale cause de décès chez les femmes de 15 à 29 ans sont les conduites auto-agressives (suicide compris), qui peuvent également survenir à n'importe quel âge. La majorité des personnes vivant avec le VIH est constituée par les femmes, et en particulier des femmes entre 15 et 24 ans.
L'OMS indique également qu'« au cours de sa vie, une femme sur trois dans le monde est susceptible de connaître des violences physiques et/ou sexuelles », celles étant en zones de conflits ou obligées de se déplacer étant particulièrement touchées. La mort de causes évitables liées à la grossesse et à l'accouchement atteint environ 830 femmes par jour dans les années 2021.

### Les femmes et les soins de santé dans le monde
Les principales personnes qui dispensent les soins dans les familles et les communautés sont les femmes. L'OMS indique en 2018 que « Les femmes représentent 70 % des personnels de santé et des travailleurs sociaux dans le monde, et pourtant la moitié de la contribution des femmes à la santé mondiale prend la forme d’une aide non rémunérée, pour un montant équivalent à US $3 milliards chaque année ».

### Mutilations sexuelles féminines
L'OMS indique que « Les mutilations sexuelles féminines recouvrent toutes les interventions incluant l'ablation partielle ou totale des organes génitaux externes de la femme ou autre lésion des organes génitaux féminins pratiquées pour des raisons non médicales » et ajoute que celles-ci n'apportent aucun bénéfice pour la santé mais sont même préjudiciables aux personnes concernées pour différentes raisons. Le fait d'ôter ou endommager des tissus sains va entraver le fonctionnement normal du corps, et peut entraîner de très fortes douleurs et des conséquences sur la santé des personnes ; l'accouchement peut être rendu plus difficile et cela peut entraîner également une mise en danger pour la vie de l'enfant.
En 1997, l'OMS, l'UNICEF et le Fonds des Nations unies pour la population (FNUAP) ont publié une déclaration conjointe condamnant la pratique des mutilations sexuelles féminines. Depuis, des efforts internationaux et nationaux ont été faits dans la lutte contre les mutilations féminines. Dans sa résolution sur l'élimination des mutilations sexuelles féminines de 2008, l'OMS pointe le fait qu'« une action concertée est nécessaire dans les secteurs tels que l’éducation, les finances, la justice et les affaires féminines ».
Entre 2000 et 2017, dans les 30 pays où elles se rencontrent le plus, les taux de mutilations féminines concernant les filles âgées de 15 à 19 ans sont passés de 1 fille sur 2 (soit 50 %) à 1 fille sur 3 (soit environ 33 %).

### LesMissing womenou le déficit de femmes
La notion de « déficit de femmes » concerne la démographie et désigne un déséquilibre du sex-ratio en faveur des hommes dans certains pays. Au début du XXIe siècle, certains pays d'Asie — en particulier la Chine et l'Inde, — sont particulièrement touchés par ce phénomène, qui est expliqué par le fait que de nombreuses filles ont été victimes d'avortement sélectif relativement à leur sexe, ont connu un infanticide en bas âge ou sont mortes subséquemment à un manque de soins. En Chine, c'est aussi une des conséquences de la politique de l'enfant unique qui a eu lieu de 1979 à 2013, avoir un garçon étant plus valorisé qu'avoir une fille. L'Inde, le Pakistan et le Bangladesh sont trois autres pays d'Asie particulièrement concernés également. Des évaluations portent à 90 millions le nombre de « femmes manquantes » par rapport au nombre d'hommes présents en Asie. Le fait que la fécondité baisse est également un élément qui fait privilégier par une famille la naissance de garçons d'une façon artificielle. Le fait de favoriser la naissance ou l'existence d'un garçon par rapport à une fille se produit également dans d'autres pays et régions du monde. Des facteurs culturels et d'organisation sociale sont à l'origine de ce phénomène, avec des raisons qui peuvent varier d'un pays à l'autre ; même si des pays interdisent par exemple la pratique de la sélection selon le sexe/genre avant la naissance, dans les faits, cela n'est pas forcément la pratique réelle. Ce problème de sex-ratio dans la population d'un pays peut avoir d'importantes conséquences sur les générations à venir, mais aussi créer plus de violences envers les femmes.
Le rapport « State of World Population 2020 » du Fonds des Nations Unies pour la population (Unfpa) indique que le nombre de « Missing women » dans le monde est passé de 61 millions en 1970 à 142,6 millions en 2020.
Certains pays, considérant notamment les effets sur la démographie à long terme, ont choisi de mettre en place des mesures pour rétablir un sex-ratio plus proche d'un pour un. La Corée du Sud en est un exemple : les naissances dans les années 1990 y représentaient environ 120 garçons pour 100 filles, elles sont passées à 106 garçons pour 100 filles en 2020, ce qui proche d'un sex-ratio « naturel ». Ce pays a fait des efforts concernant : le statut des femmes, des mesures gouvernementales pour contrer les avortements sélectifs concernant le genre, et une campagne de communication « autour du danger d’une disproportion hommes/femmes ». L'Inde notamment a lancé une telle campagne récemment.

## La violence à l'égard des femmes
De nos jours, selon l'ONU Femmes, il manque encore des données et des éléments statistiques sur l'ensemble des violences faite aux femmes dans le monde, ainsi que sur l'apport de soutien ou non aux survivantes, sur les conséquences de ces violences, etc., mais aussi aux politiques et mesures qui permettent de prévenir et réduire la violence selon qu'elles fonctionnent ou pas. Afin de préciser et catégoriser les formes de violence faites aux femmes et aux filles, l'ONU Femmes définit notamment « la violence basée sur le genre (VBG), parfois aussi appelée violence sexiste, se réfère à l’ensemble des actes nuisibles, dirigés contre un individu ou un groupe d’individus en raison de leur identité de genre », ainsi que la « violence à l’égard des femmes et des filles se définit comme tout acte de violence basée sur le genre entraînant, ou pouvant entraîner, des souffrances ou des troubles physiques, sexuels ou mentaux. Cette définition inclut la menace de tels actes, la coercition ou la privation arbitraire de liberté, que ce soit dans la vie publique ou privée. De même, la violence à l’égard des femmes et des filles englobe, sans s’y limiter, la violence physique, sexuelle et psychologique intrafamiliale ou au sein de la communauté en général, et qui est perpétrée ou tolérée par l’État » ; l'expression « survivant/survivante de violence désigne toute personne ayant subi des violences sexuelles ou basées sur le genre ».
Les formes de violence envers les femmes peuvent entrer dans ces catégories (liste non exclusive) : la violence domestique (comprenant la violence économique, la violence psychologique, la violence émotionnelle, la violence physique, la violence sexuelle) ; le féminicide (qui comprend aussi le crime d'honneur) ; la violence sexuelle (qui comprend le harcèlement sexuel, le viol, le « viol correctif » ; et la culture du viol — qui correspond à un environnement social qui favorise la normalisation de la violence sexuelle) ; la traite des êtres humains ; les mutilations génitales féminines ; le mariage des enfants ; la violence en ligne ou numérique (qui comprend la cyberintimidation — envoi de messages intimidants ou menaçants —, le « sexting » non consensuel — envoi de messages ou documents à connotation sexuelle sans le consentement du destinataire — et le « doxing » — diffusion publique de renseignements sur la victime). Certaines violences peuvent concerner des personnes de tous les genres.
Dans le monde, bien qu'étant une atteinte aux droits de la personne, la violence envers les filles et les femmes est un phénomène courant,. En 2016, 70 % des personnes victimes de traite des êtres humains identifiées étaient des femmes et filles, dont une part sont victimes d'exploitation sexuelles. Parmi les jeunes filles et femmes âgées de 15 à 19 ans, environ 13 millions a connu un viol au cours de son existence — « c’est-à-dire l’une des formes d’abus sexuel les plus brutales que l’on puisse endurer en tant que fille ou femme », souligne le Fonds des Nations unies pour l'enfance (UNICEF). La directrice générale de l’UNICEF, Henrietta Fore, indiquait en mars 2020 : « nous devons (...) faire évoluer les comportements et les attitudes envers les filles. L’égalité réelle ne sera atteinte que lorsque les filles ne seront plus exposées à la violence, qu’elles seront libres d’exercer leurs droits et qu’elles pourront bénéficier de chances égales ».
Selon le spécialiste français de l’histoire de la justice, de la violence et du corps Frédéric Chauvaud en 2020, « la domination masculine semble générer des formes extrêmes de violence, exercées contre les femmes, parce que femme » : cela peut être le cas de la série de meurtres de femmes par Jack l'Éventreur, à Londres (au XIXe siècle), aussi bien que de nombreux crimes conjugaux qui ont trait à ce type de rapport de pouvoir. En 2014, la Convention du Conseil de l'Europe sur la prévention et la lutte contre la violence à l'égard des femmes et la violence domestique (dite aussi convention d'Istanbul) vient avant une série de lois européennes qui utilisent la notion de « violence de genre », également désignée comme féminicide — ce dernier terme étant utilisé dans la loi italienne à partir de 2013.
Fin 2020, dans le monde, « au moins 155 pays ont promulgué des lois sur la violence domestique et 140 disposent de lois sur le harcèlement sexuel au travail. Cependant, même lorsque de telles lois existent, cela ne signifie pas forcément qu’elles se conforment aux normes et recommandations internationales, ni qu’elles sont appliquées », selon l'ONU Femmes.
La Journée internationale pour l'élimination de la violence à l'égard des femmes a lieu le 25 novembre chaque année.

## Réfugiées et migrantes
Selon l'Assemblée générale des Nations unies en 2016, dans le monde, près de la moitié des 244 millions de migrants sont des femmes, et elles forment également la moitié des 19,6 millions de réfugiés. Ces personnes peuvent se déplacer pour différentes raisons, notamment pour fuir la guerre et la dévastation de leur pays, ou tenter d'échapper à la pauvreté et trouver de meilleures opportunités pour vivre. Les femmes ont un rôle important auprès de leur communauté, par exemple dans les actions d'envoi de fonds à leur communauté d'origine ou dans celles liées à la reconstitution de celle-ci ; cependant l'ONU Femmes indique que « les besoins, les priorités et les voix des réfugiées et des migrantes sont souvent ignorés dans les politiques mises en place pour les protéger et les aider ».

## Criminalité
Le terme de criminalité fait référence à la transgression des normes juridiques d'un système social, mais il recouvre différents types d'infractions, considérées comme mineures ou majeures. Les statistiques sur la criminalité globale font donc référence à des situations très diverses.

### Europe
La première — et quasiment unique — étude comparative européenne concernant la criminalité paraît en 1835 : Statistique comparée de la criminalité en France, en Belgique, en Angleterre et en Allemagne est le fruit des travaux d'Édouard Ducpétiaux (1804-1868), abolitionniste et à l'époque inspecteur général des prisons et des établissements de bienfaisance de Belgique. Selon le spécialiste français de l’histoire de la justice, de la violence et du corps Frédéric Chauvaud en 2020, en Europe, « selon les pays et les chiffres disponibles, de 1825 à nos jours, la place des femmes adultes dans la criminalité globale oscille entre 10 et 20 % et se caractérise par une sous-représentation ». Sur cette période, on constate que parmi les criminels, ceux masculins semblent davantage « déviants et brutaux » que ceux féminins ; d'autre part, parmi les victimes, se comptent davantage de femmes que d'hommes et les premières sont aussi plus souvent victimes « des crimes les plus sanglants (ceux qui consistent à s’emparer du corps et de la vie d’autrui) ». La perception de la criminalité a elle-même connu des évolutions selon les pays, les lois, les époques, les cultures, les stéréotypes présents dans la société ; elle a aussi pu être appréhendée différemment selon des éléments tels que le genre et la classe sociale. Par ailleurs, selon les époques et les pays, la considération d'un acte en tant que crime ou non a pu être différente selon le sexe de la personne : ainsi, au XIXe siècle, le code pénal français estime que l'adultère devra être davantage réprimé pour une femme que pour un homme. Pendant plusieurs décennies, les tempéraments attribués au genre — davantage dans la fragilité et la séduction pour les femmes, davantage dans l'impulsivité et la violence pour les hommes — sont considérés comme définissant le type de criminalité : séduction et prostitution du côté des femmes, usage de la force et meurtre du côté des hommes. Dans les années 1980, Robert Cario (1948-), qui travaille sur la criminalité des femmes contemporaines, estime que « les conditions sociales, les entraves à leur socialisation expliquent d’une part l’« altérocentrisme féminin », concept qui suppose que les femmes subordonnent leurs ambitions à celles d’une autre personne qu’elles-mêmes, et d’autre part sont à l’origine des rôles sociaux différentiels ».

## Quelques éléments culturels

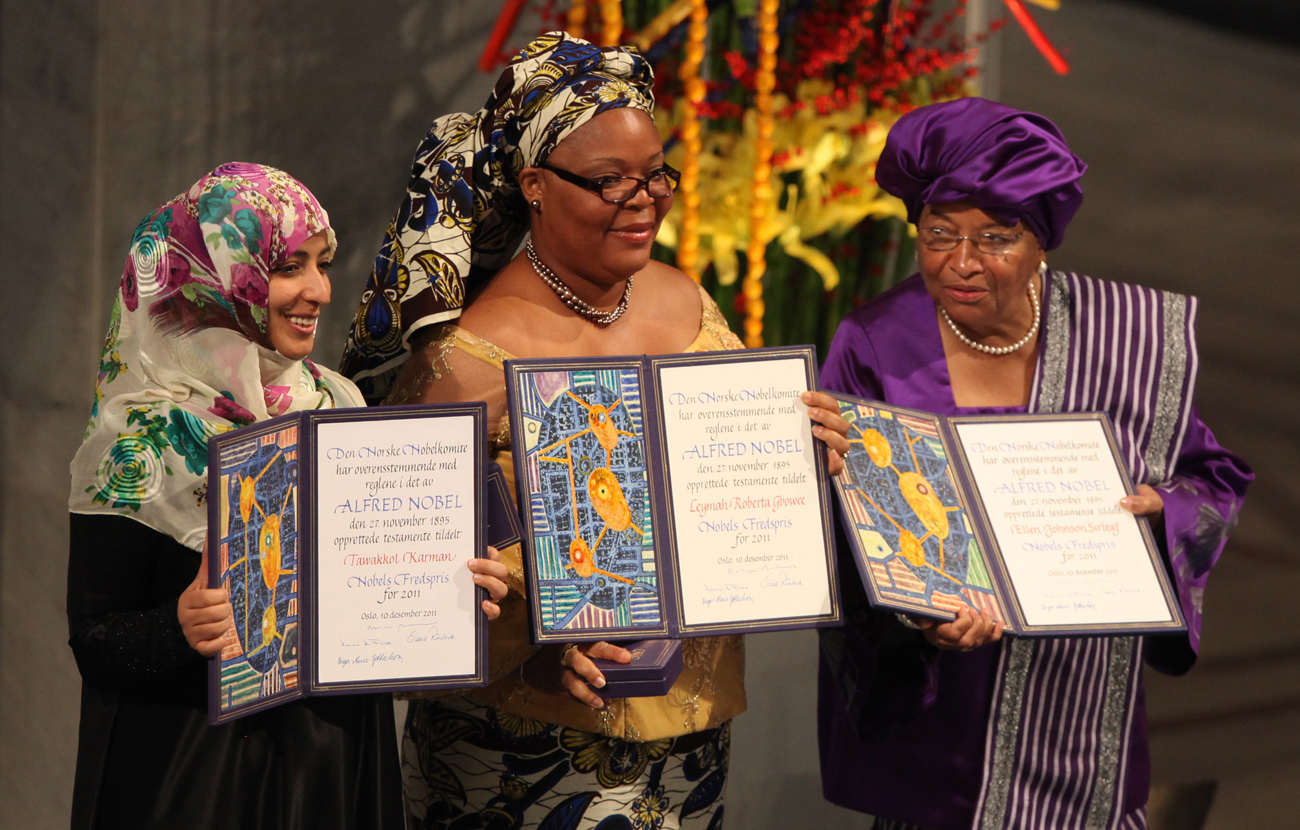
En 2011, trois femmes reçoivent conjointement le prix Nobel de la paix (de gauche à droite) : Tawakkol Karman, Leymah Gbowee et Ellen Johnson Sirleaf.

### Langage inclusif
« Comme la langue a le pouvoir de faire évoluer les attitudes culturelles et sociales, l’emploi d’un langage inclusif est un bon moyen de promouvoir l’égalité entre les genres et de lutter contre les préjugés », souligne l'ONU ; le langage inclusif concerne l'oral comme l'écrit, et il permet de s'exprimer de façon non-discriminante.

### Langue française
Dans la langue française, le genre (masculin-féminin) provoque des polémiques récurrentes. En effet, la règle communément admise et enseignée du « masculin qui l'emporte sur le féminin » dans les pluriels mixtes et neutres est vue[Par qui ?] comme phallocentrique et discriminante.
L'absence du genre neutre, qui peut être assimilée au débat sur le troisième genre légal[pas clair], est également considérée[Par qui ?] comme une manifestation du langage favorisant le genre masculin[non neutre].
Un mouvement en faveur de l'écriture épicène ou du point médian visant à invisibiliser[pas clair] les femmes se développe en France. De même, le recours à l'accord de proximité, qui était fréquent jusqu'au XIXe siècle, permet d'accorder avec le genre — féminin ou masculin — le plus proche, plutôt qu'à accorder de façon systématique avec le genre masculin, dès que l'énoncé comporte un élément masculin.